# 東武100系電車
東武100系電車（とうぶ100けいでんしゃ）は、1990年（平成2年）6月1日より営業運転を開始した、東武鉄道の特急形車両。愛称はスペーシア（SPACIA）。

## 概要
老朽化した1720系「デラックスロマンスカー（DRC）」に代わる日光・鬼怒川線特急の新たなフラッグシップ車両として1990年に登場し、同年6月1日より営業運転を開始した。6両編成9本がアルナ工機と東急車輛製造で製造され、1991年8月31日までに全列車を置き換えている。
一般公募により「スペーシア（SPACIA）」の愛称が与えられた。名称は「SPACE」（空間・宇宙）に「IA」を加え固有名詞化したものとなっている。なお「スペーシア」の名称は東武鉄道と東武タワースカイツリーが共有する登録商標（第3005537号）のため、他の鉄道会社は輸送役務他の商標として使用することができない。
1990年に通商産業省グッドデザイン商品（現：日本産業デザイン振興会グッドデザイン賞）に選定され、1991年に鉄道友の会ブルーリボン賞を受賞した。

## 車両概説
本項では落成当時の仕様について述べる。
全体の設計コンセプトとして“Fast & Pleasure”を掲げた。

### 車体
東武で初めての採用となるオールアルミ合金製とされ、軽量化と低重心化が図られている。また客室の静粛性に特に配慮した結果、床部分の厚さが先代特急車の1720系の50 mmから130 mmと大きくなった。客用扉には外開式のプラグドアが採用され、側面の平滑化が図られた。車体塗装は6050系に倣い、ジャスミンホワイト■を基調にパープルルビーレッド■とサニーコーラルオレンジ■の帯を巻き、窓回りは黒の単色塗りとした。
105 - 108編成には後に転落防止幌が取り付けられた。

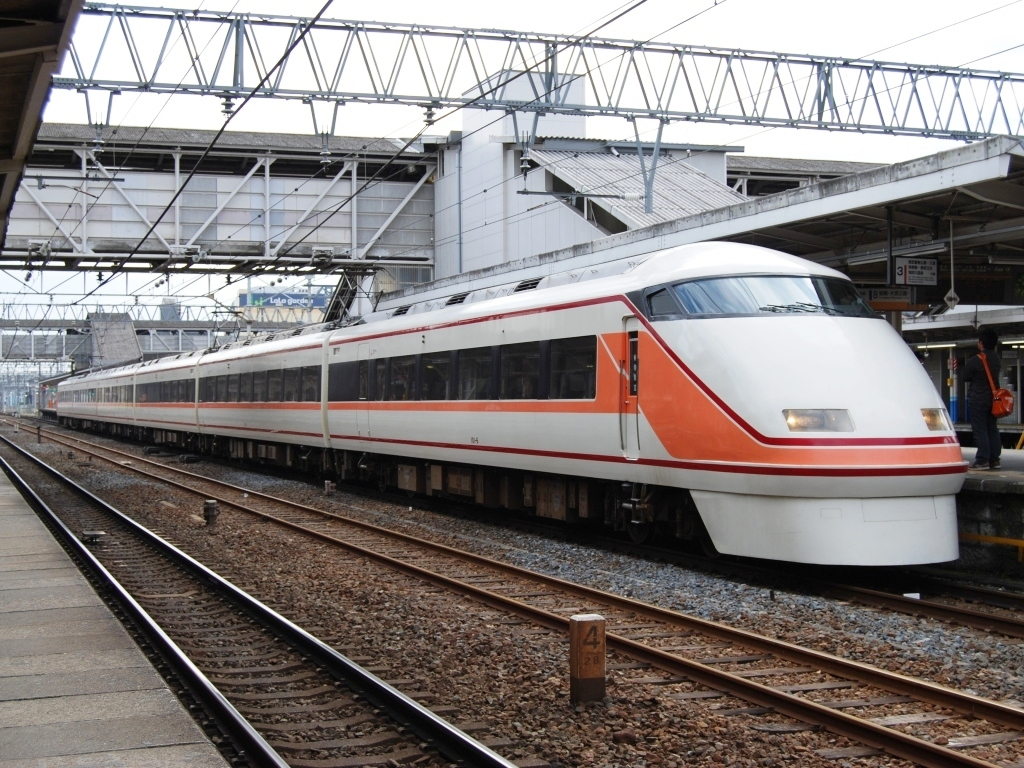
春日部駅に到着した101編成旧塗装 （2008年10月）
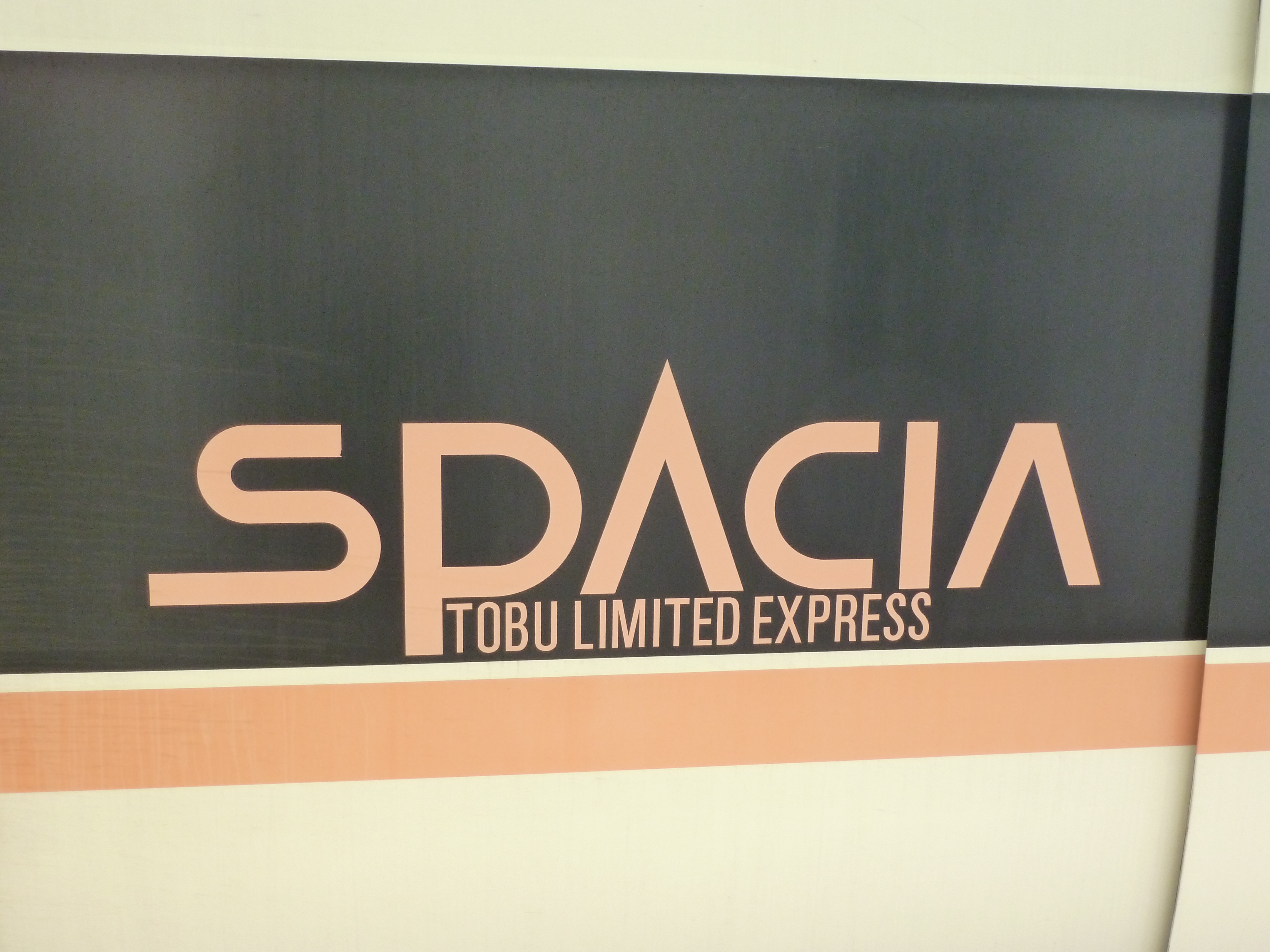
3号車ロゴ（オリジナル仕様）
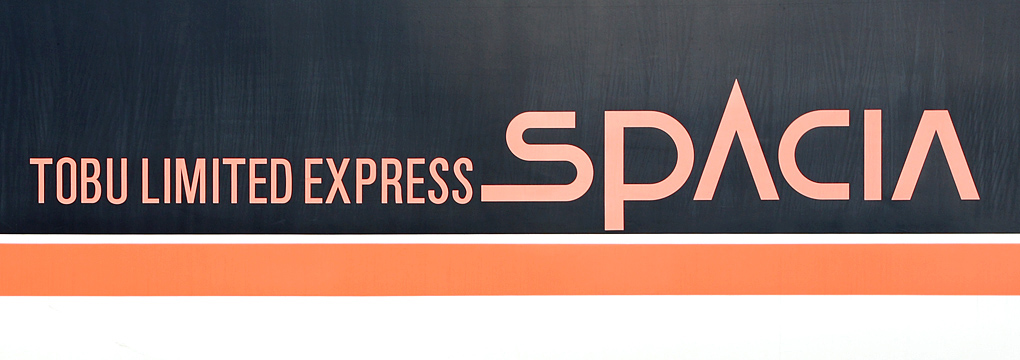
モハ100-3形（4号車）車体側面ロゴ（オリジナル仕様）
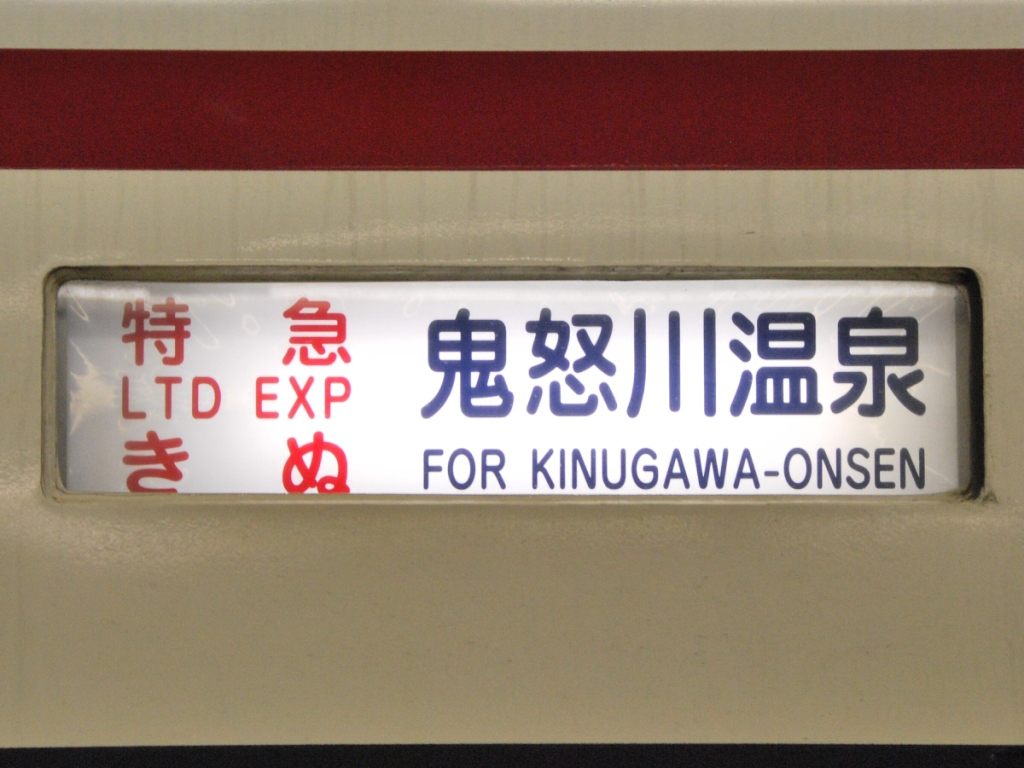
車体側面行先表示器（現在はフルカラーLEDのものに全編成交換）

### 車内
内装は銀座東武ホテルのデザインを手掛けた、ロバート・マーチャントが手掛けた。
1 - 5号車の座席は横2＋2列の4アブレストで、回転式リクライニングシートで、座席の前後間隔（シートピッチ）は1,100 mm、全座席にフットレストが装備されている。当初はヘッドレストにスピーカーが内蔵されており、オーディオサービスが実施されていたが2001年（平成13年）に終了し、その後スピーカーは撤去された。
3号車にはサービスカウンターおよびビュッフェが設置されている。
電話室もありテレホンカード専用車内電話があったが、2012年（平成24年）3月31日で撤去された。
1・4・6号車には飲料水の自動販売機もあったが、車内販売終了日と同日に撤去された。
トイレ・洗面所は1・4・6号車に設置されている。トイレはいずれの車両も洋式・和式の双方があり、便器の洗浄は水色のボタンを押すタイプの電動ボタン式になっている。また、各号車の自動扉式出入口の上には「ビュッフェ営業中」「男性トイレ使用中」「女性トイレ使用中」のインジケーターが備えられている。洗面所には自動蛇口と共に手動無段階温度制御タイプのサーモスタットカランも備えられており通常冷水温度から約40度までの温水が使え、AC100ボルト電源口が1箇所と温風式のエアータオルも装備されている。
6号車には4人用個室が6室設けられている。ホテルの客室を意識した設計で、床面全体にカーペットが敷かれており、テーブルは大理石製。また、通路寄りには収納式のマガジンラックを備える。この個室はJR線内ではグリーン車扱いとなる。登場当初は個室からビュッフェへ注文できる通話装置やオーディオサービス、電動操作式のブラインドなども設置されていたが、のちに撤去されている。
車内放送には自動放送装置も装備されており「スペーシア日光・きぬがわ」のJR線区間にも対応する。

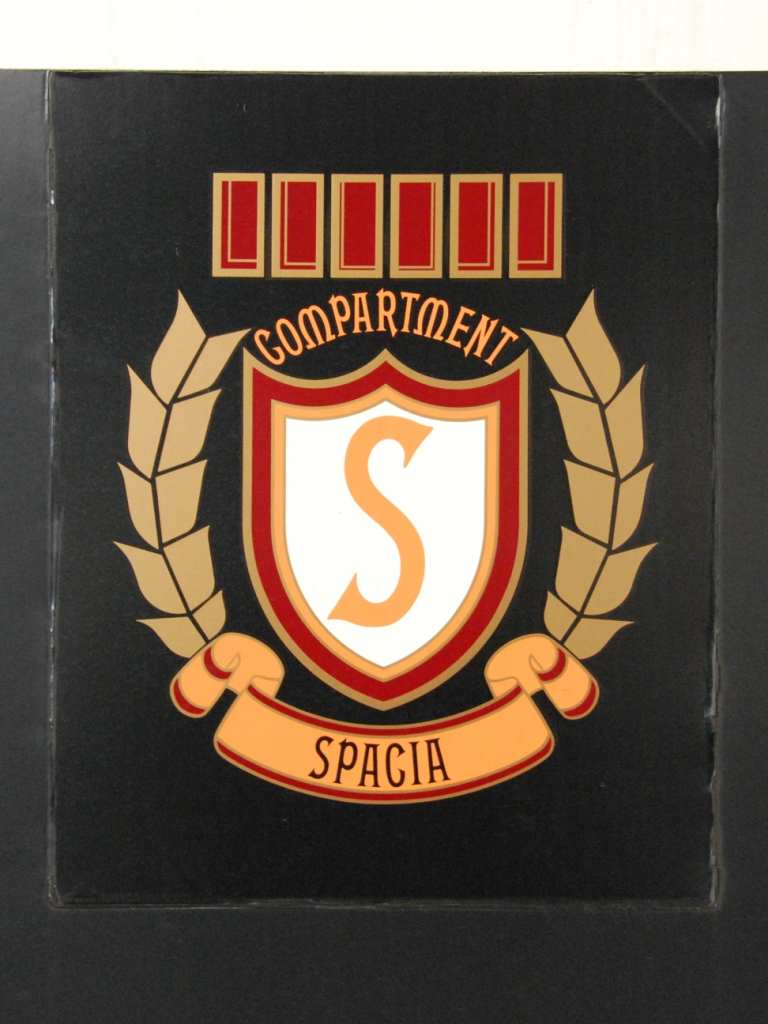
モハ100-1形（6号車）車体側面 「コンパートメント（個室車）」オリジナルエンブレム （2012年8月 - 2021年5月まで一旦消滅）
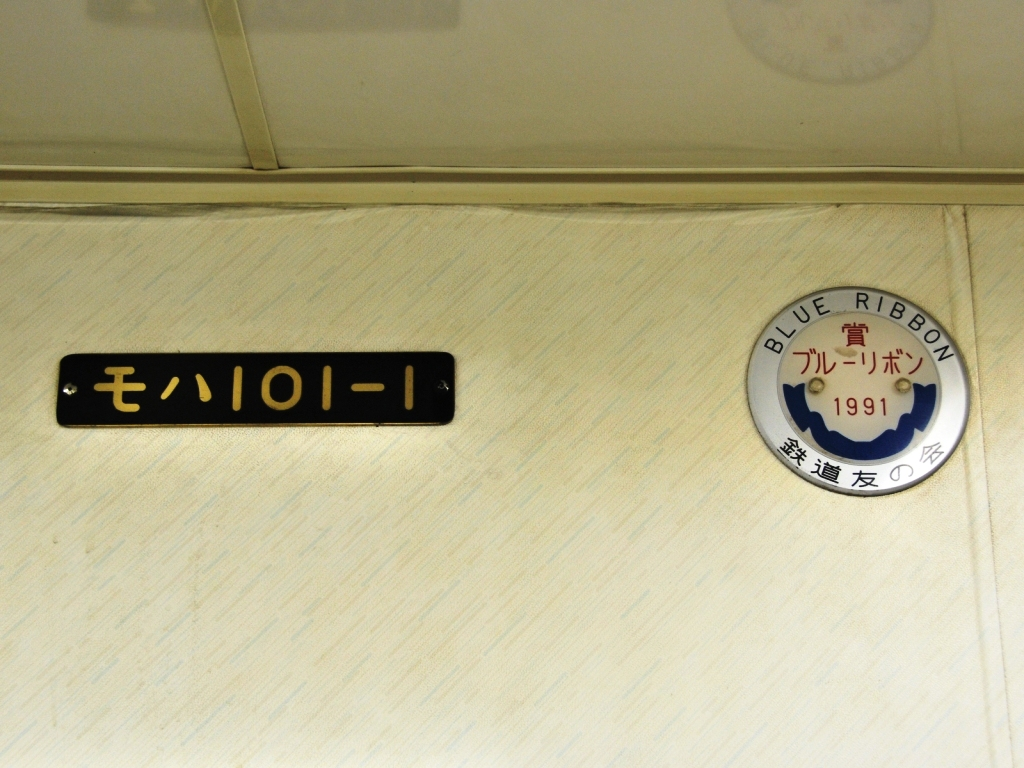
モハ100-1形（6号車） 車内の車両番号プレートと「1991年鉄道友の会ブルーリボン賞」受賞プレート
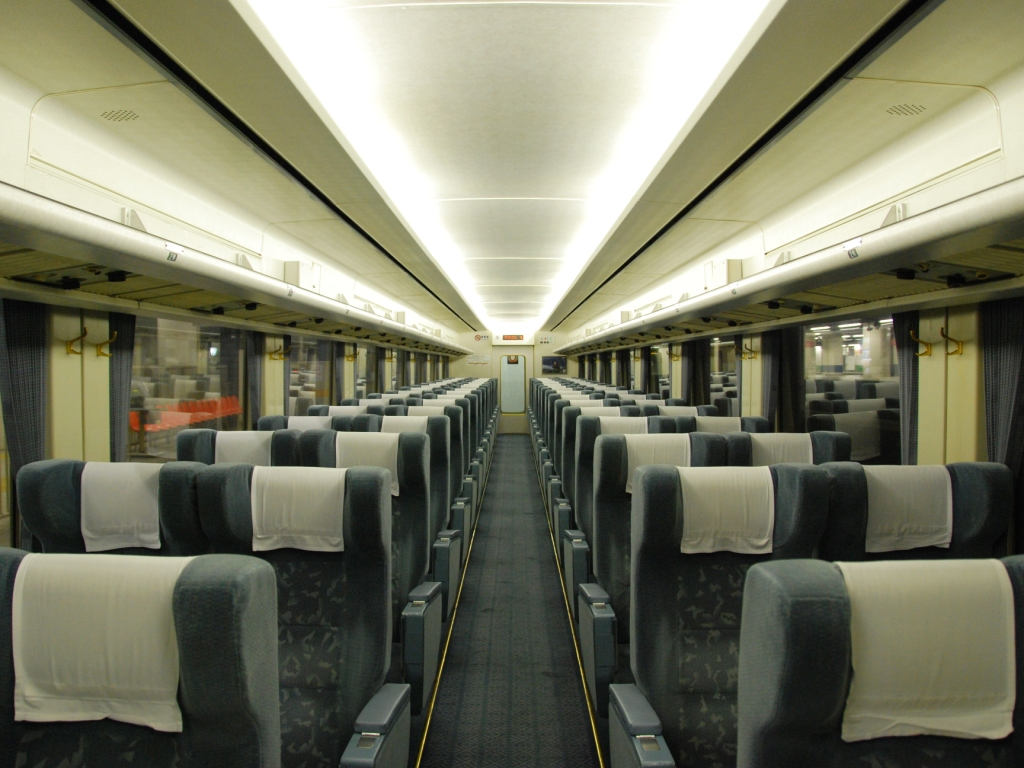
普通車車内（モハ100-2形、5号車）
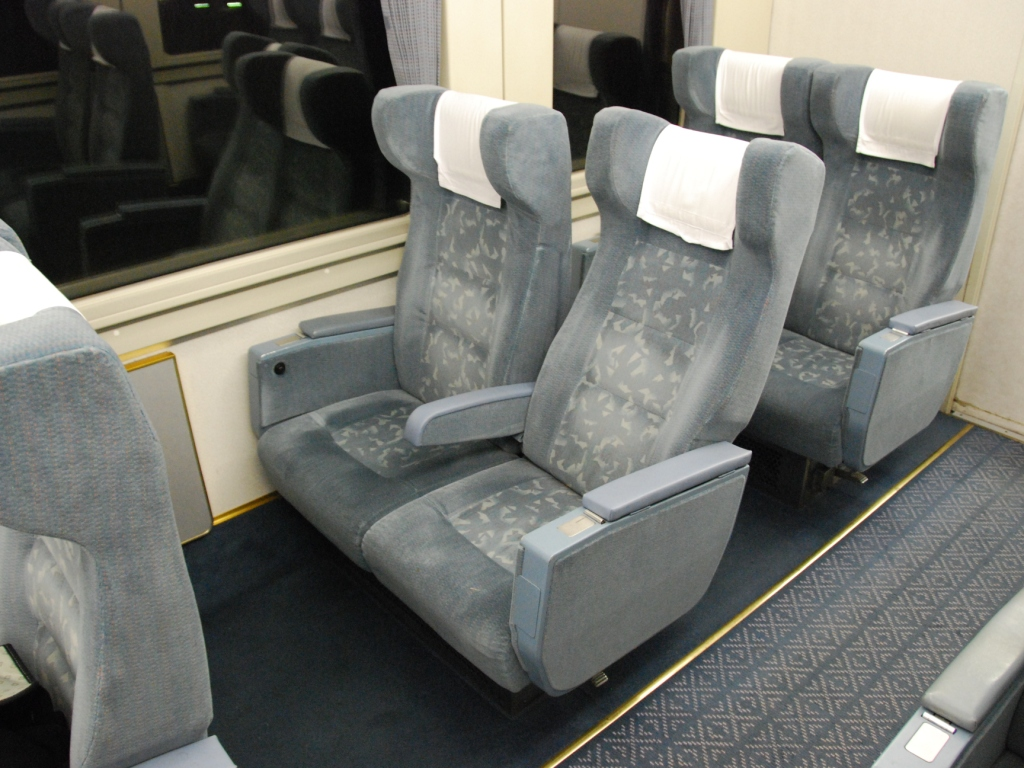
普通車座席（現在はブルー地のモケットに交換）
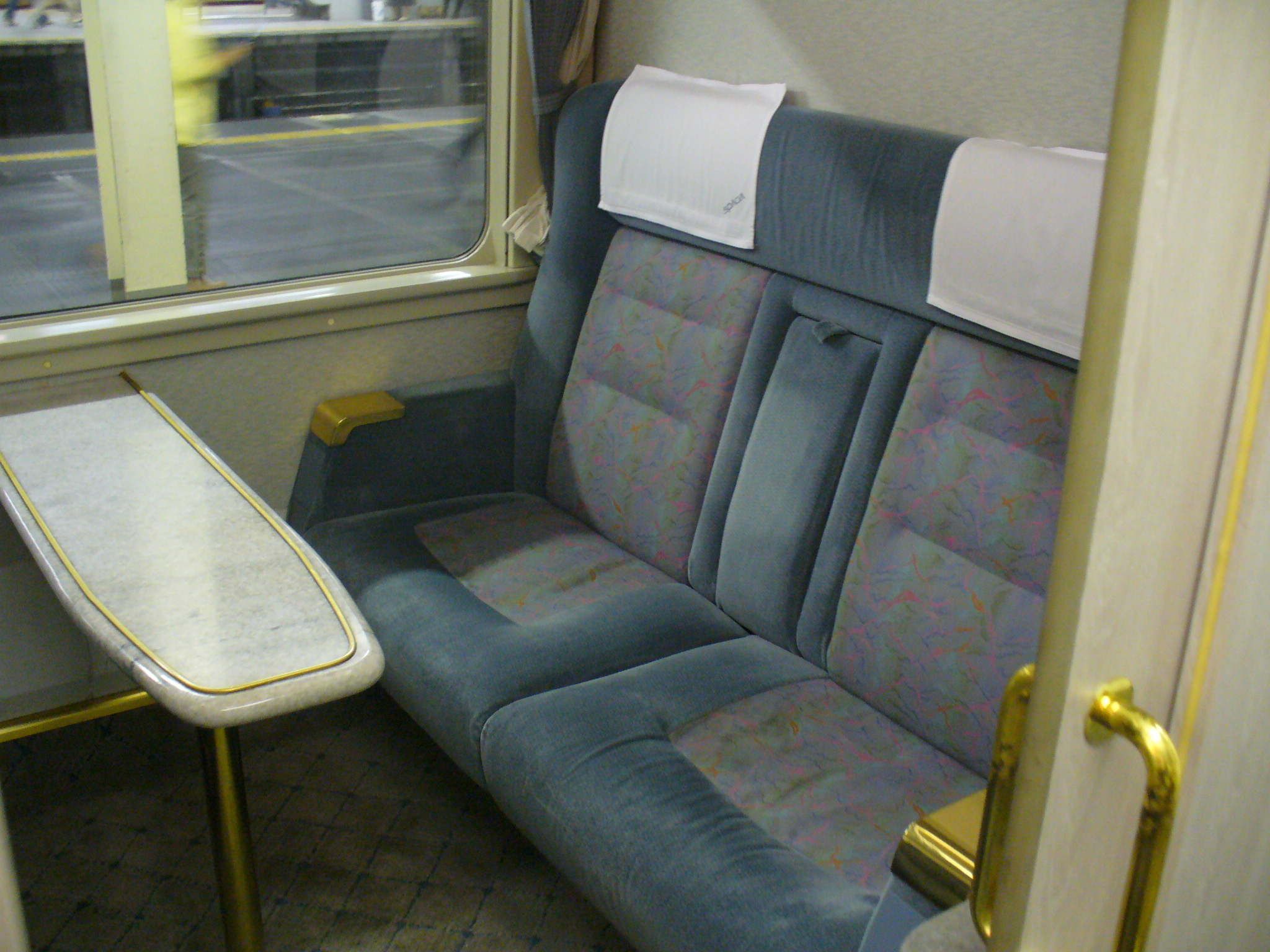
コンパートメント（個室車）座席 （現在はブラウン地のモケットに交換）
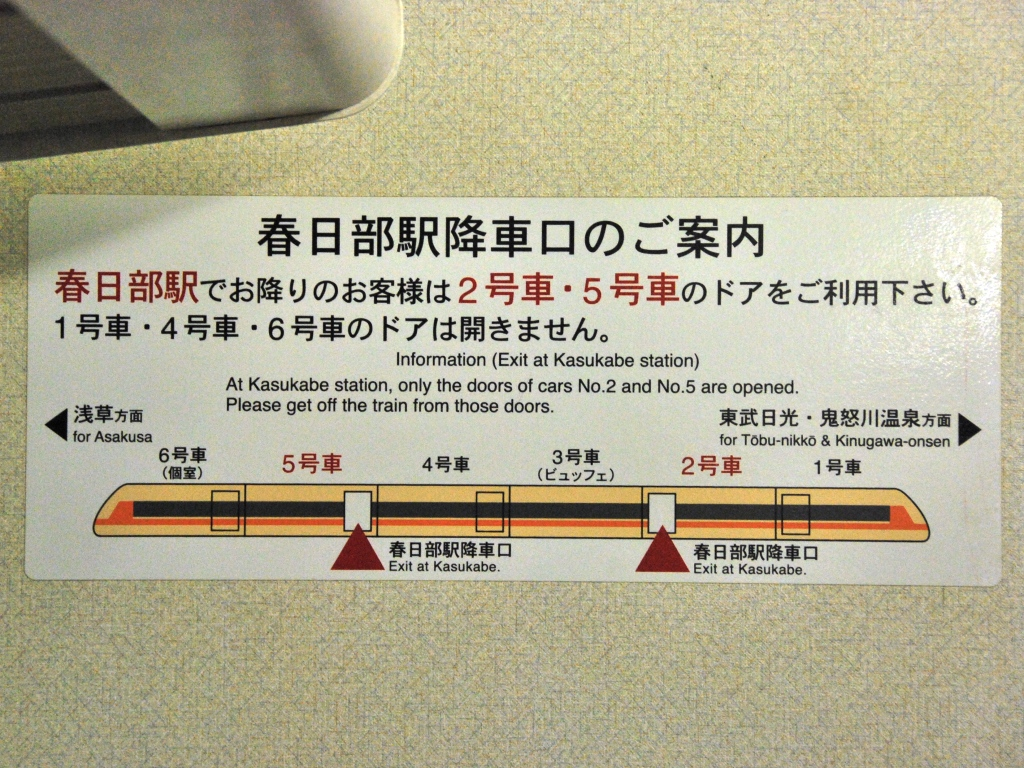
普通車車内に掲出されている「春日部駅降車口のご案内」

### 主要機器
主回路制御システムは、日立製作所製の大容量GTOサイリスタ素子によるVVVFインバータ制御を採用した。インバータ装置1基で8個の主電動機（かご形三相誘導電動機）を駆動する1C8M方式。日本で有料特急に供される電車においてVVVFインバータ制御を採用したのは、営業運転開始ベース（1990年6月1日）では本系列が最初であった。
主電動機は1時間定格出力150 kW、定格回転数3,330 rpmのかご形三相誘導電動機を1両あたり4個装備する全電動車方式である。編成として高出力となっているのは最高速度130 km/hの高速運転を想定していること（現行の最高運転速度は120 km/h）、また25 ‰の勾配と曲線の連続する日光線北部の運転条件に適合させるため。
駆動装置はTD継手式平行カルダン方式で、歯車比は85:16（5.31）。
起動加速度は2.0 km/h/sだが、定加速領域も約100 km/h付近までと高速性能を重視しており、当初計画の130 km/h運転に備えている。また、乗り心地改善のため、ジャークコントロール（加速度制御）されており、すぐに2.0 km/h/sの加速度にならず、徐々に加速度を高めていく仕様で、ノッチオフの際も徐々に電流を下げる絞り込み遮断を行う。加えて60 km/h以上では任意の速度で設定可能な定速走行装置も装備する。
台車は住友金属工業製で、1本リンク式の牽引装置を用いたボルスタレス式（住友形式:SS115形・東武形式:TRS-90型）を採用した。軸箱支持方式はSUミンデン式、固定軸距は2,300 mm。乗り心地改善のため1991年に落成した105 - 109編成にはヨーダンパを装備し、併せて未装備の編成にも追加装備された。
ブレーキシステムは回生・発電ブレーキ併用電気指令式空気ブレーキ（HRDA-2）で、常用ブレーキ時に回生ブレーキを併用するほか、非常ブレーキ時には発電ブレーキを常用する。また高速運転に対応するため、滑走再粘着制御ならびに粘着パターン制御を行う。基礎ブレーキ装置には踏面片押し式のユニットブレーキを採用し、降雪時を考慮して焼結合金製の制輪子を用いる。他に抑速ブレーキ、降雪時に雪の付着を防止する抑圧ブレーキを装備する。
空調装置は冷暖房兼用ヒートポンプ式集約分散型を採用し、各車に3基ないし4基搭載する。
補助電源装置は東芝製DC - DCコンバータ（SCV）と静止形インバータ（SIV）を組み合わせた容量140 kVAのものを両先頭車に搭載する。

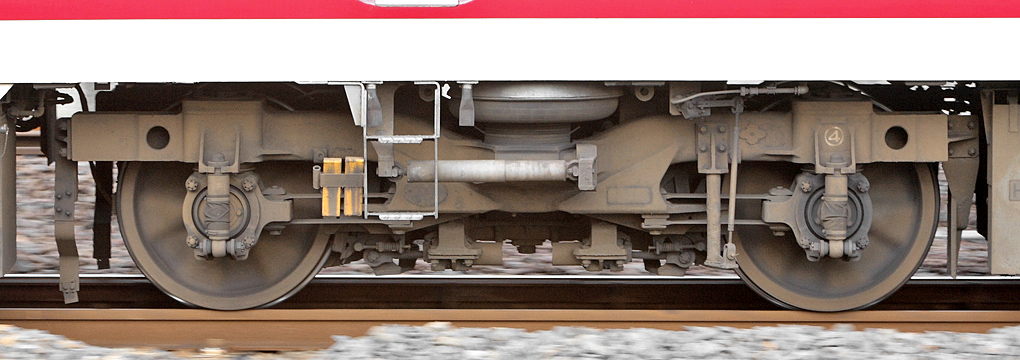
すべての軸ばねにダンパーを装備する TRS-90型台車（住友金属 SS115形） （2008年11月）

## 改造

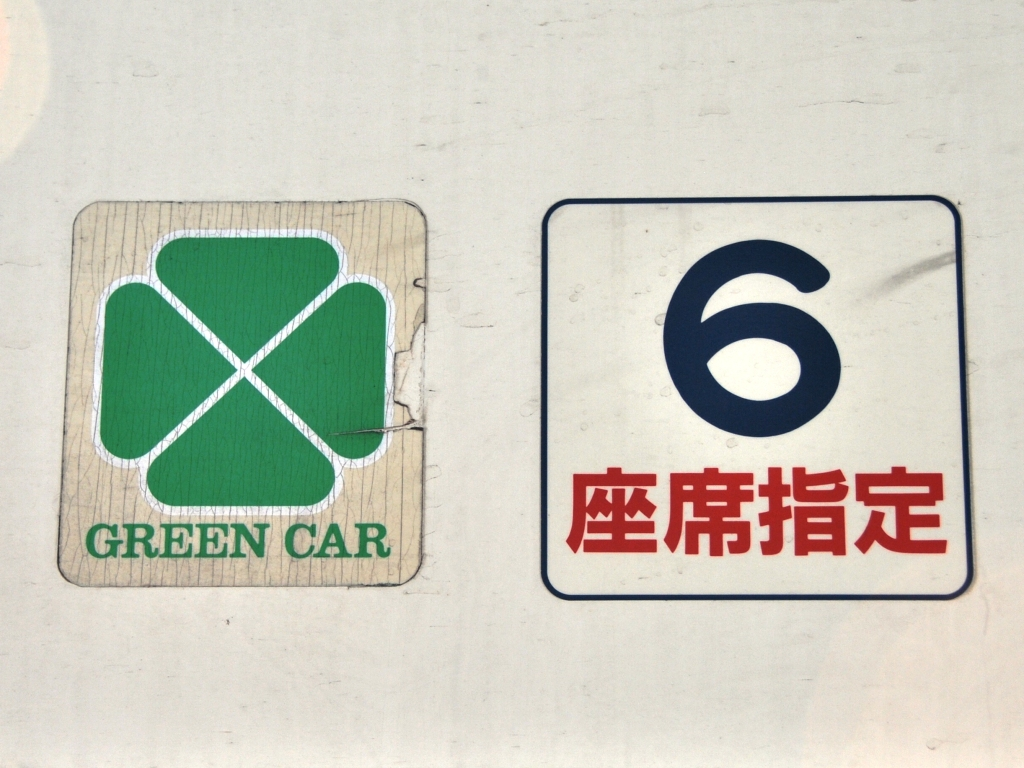
JR乗り入れ対応編成にはモハ100-1形（6号車）車体号車表示横にグリーン車マークが取り付けられている

### JR線直通対応工事
- 106 - 108編成の3本については、2005年度にJR線直通改造が行われ、車両へのATS-P形車上装置、JR線用列車無線装置、EB装置、TE装置、信号炎管の設置工事とJR方式の座席番号表示ステッカーならびに個室車両へのグリーン車マーク貼り付けが行われた[3]。

### リニューアル

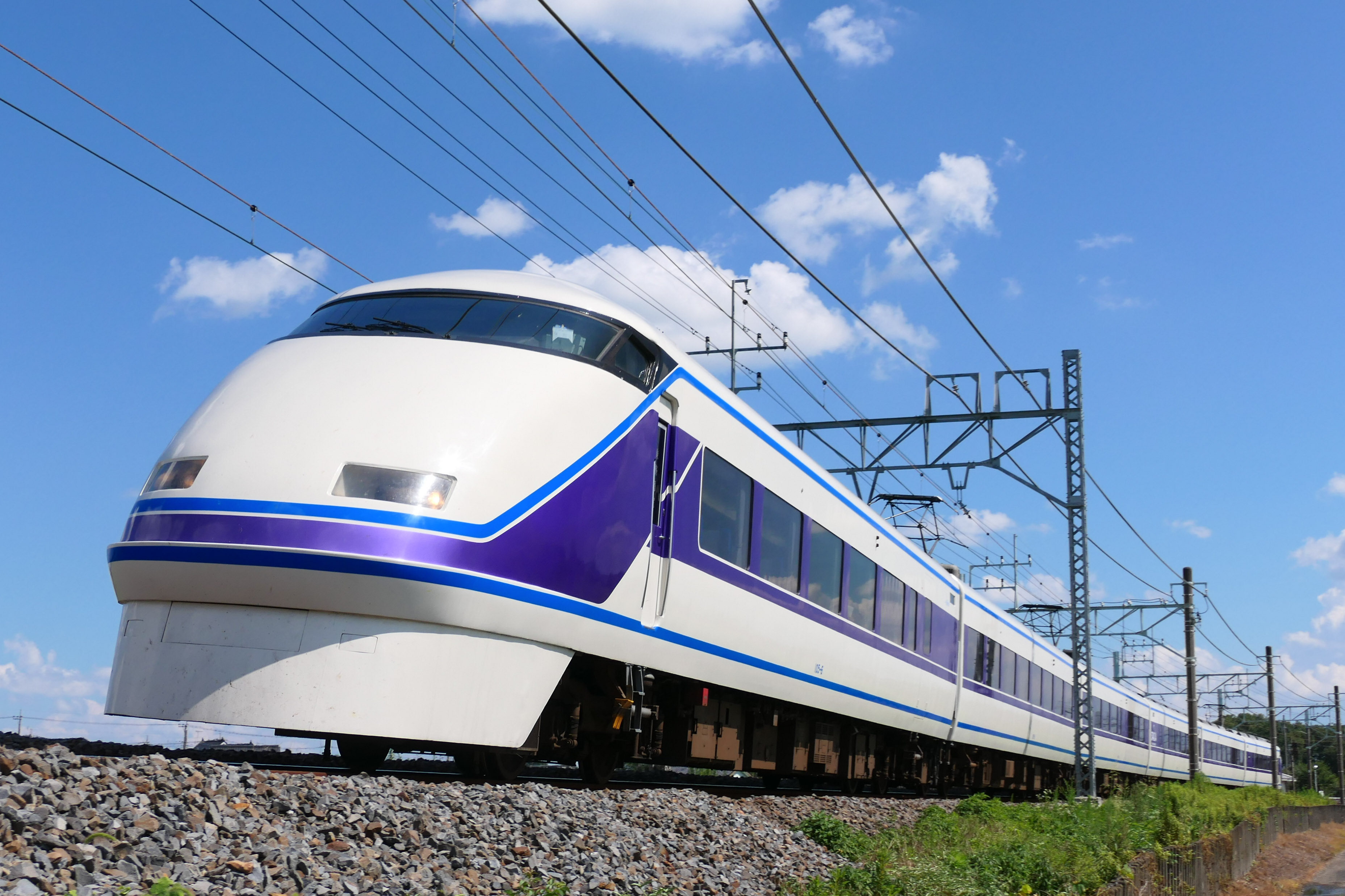
東武鉄道100系 「雅」編成
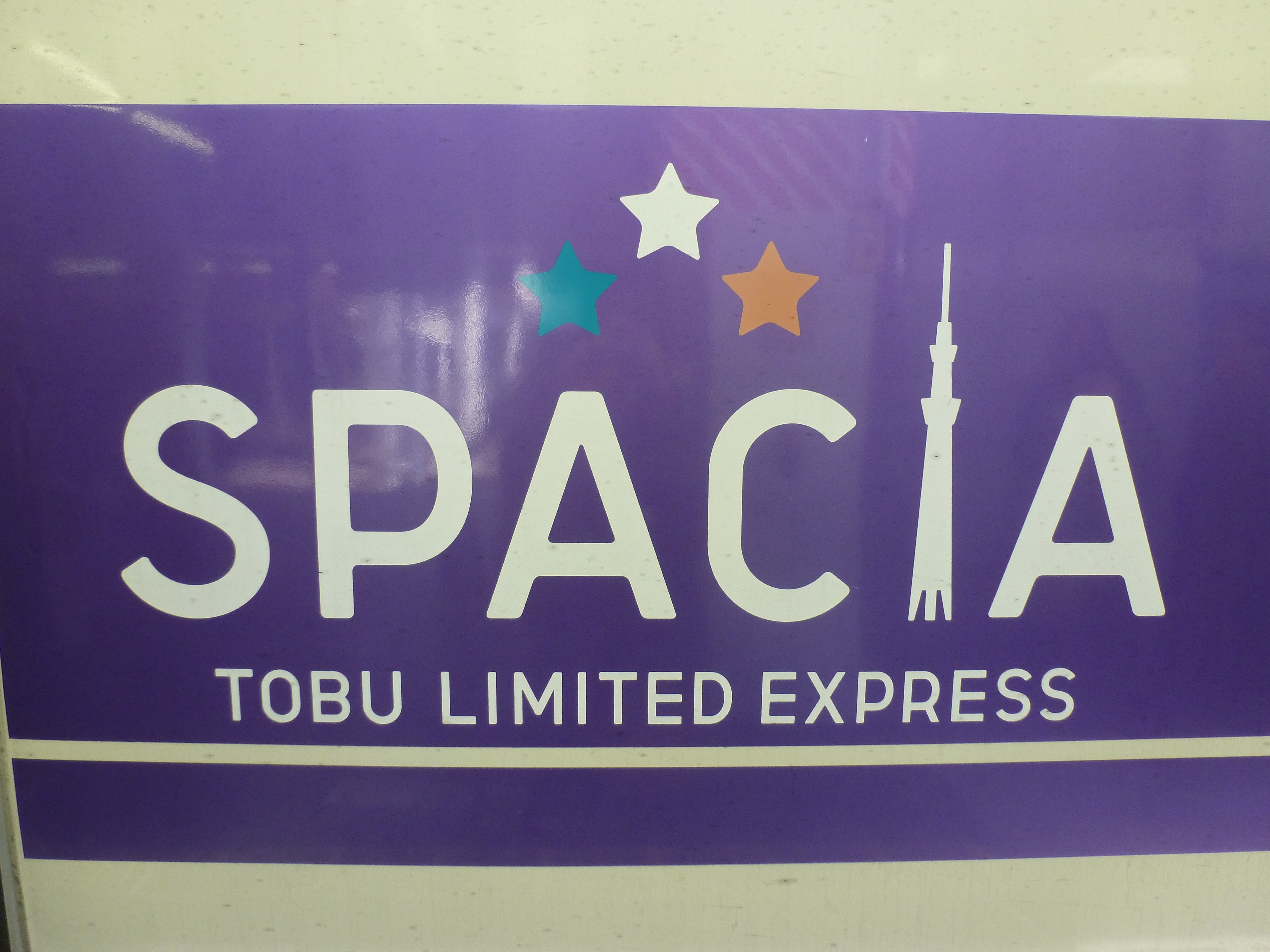
雅編成スペーシアロゴ
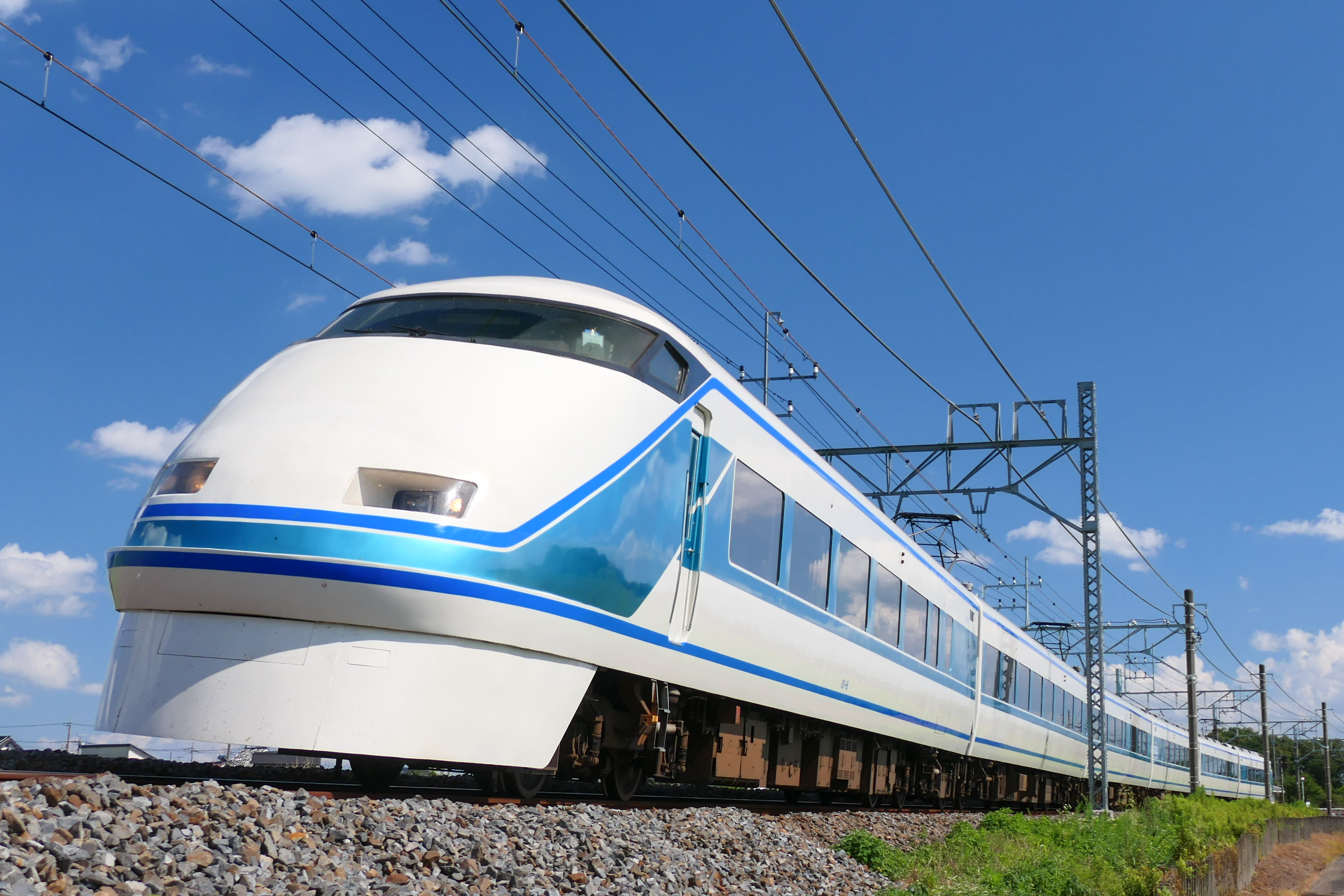
東武鉄道100系 「粋」編成
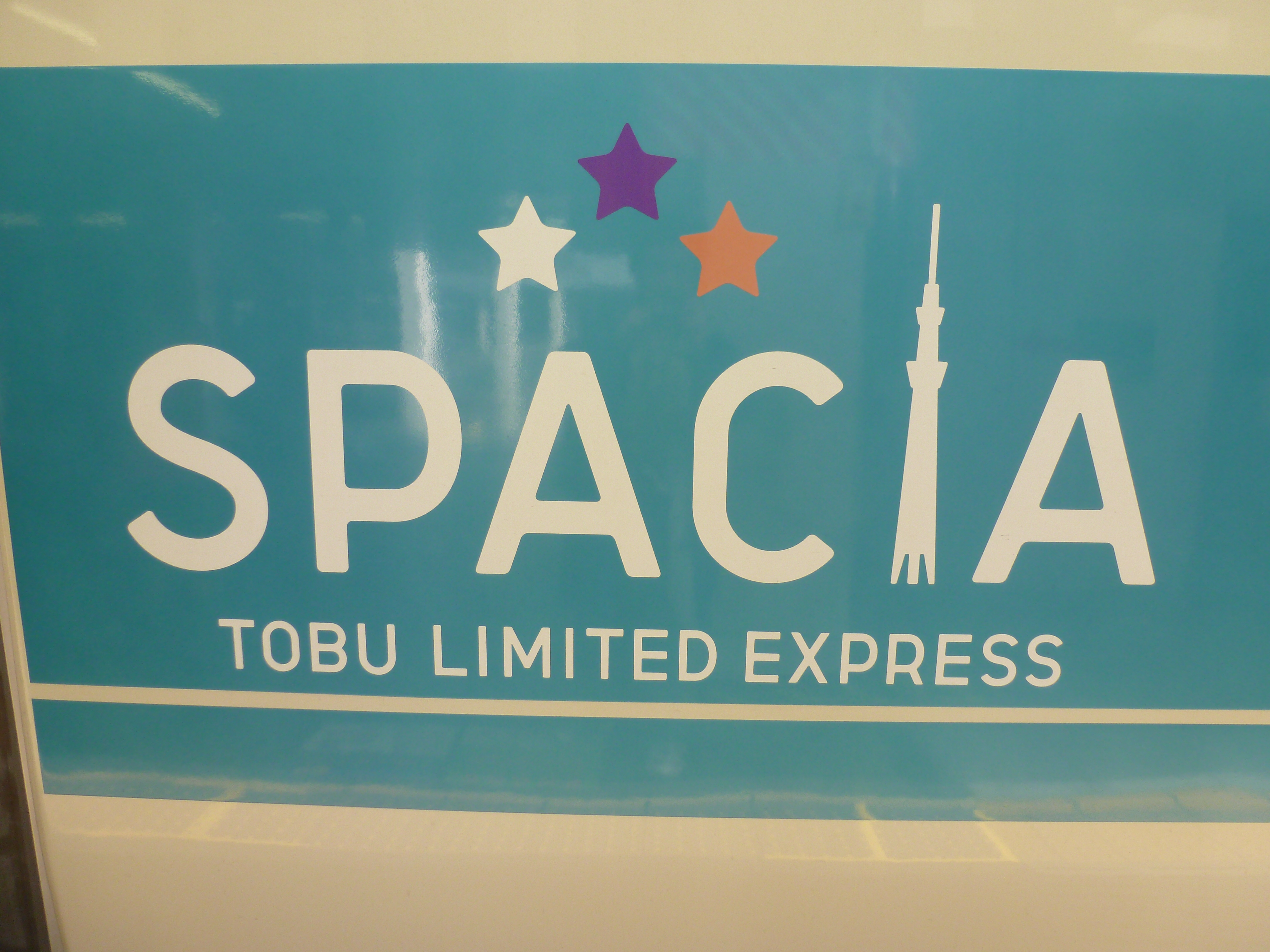
粋編成スペーシアロゴ
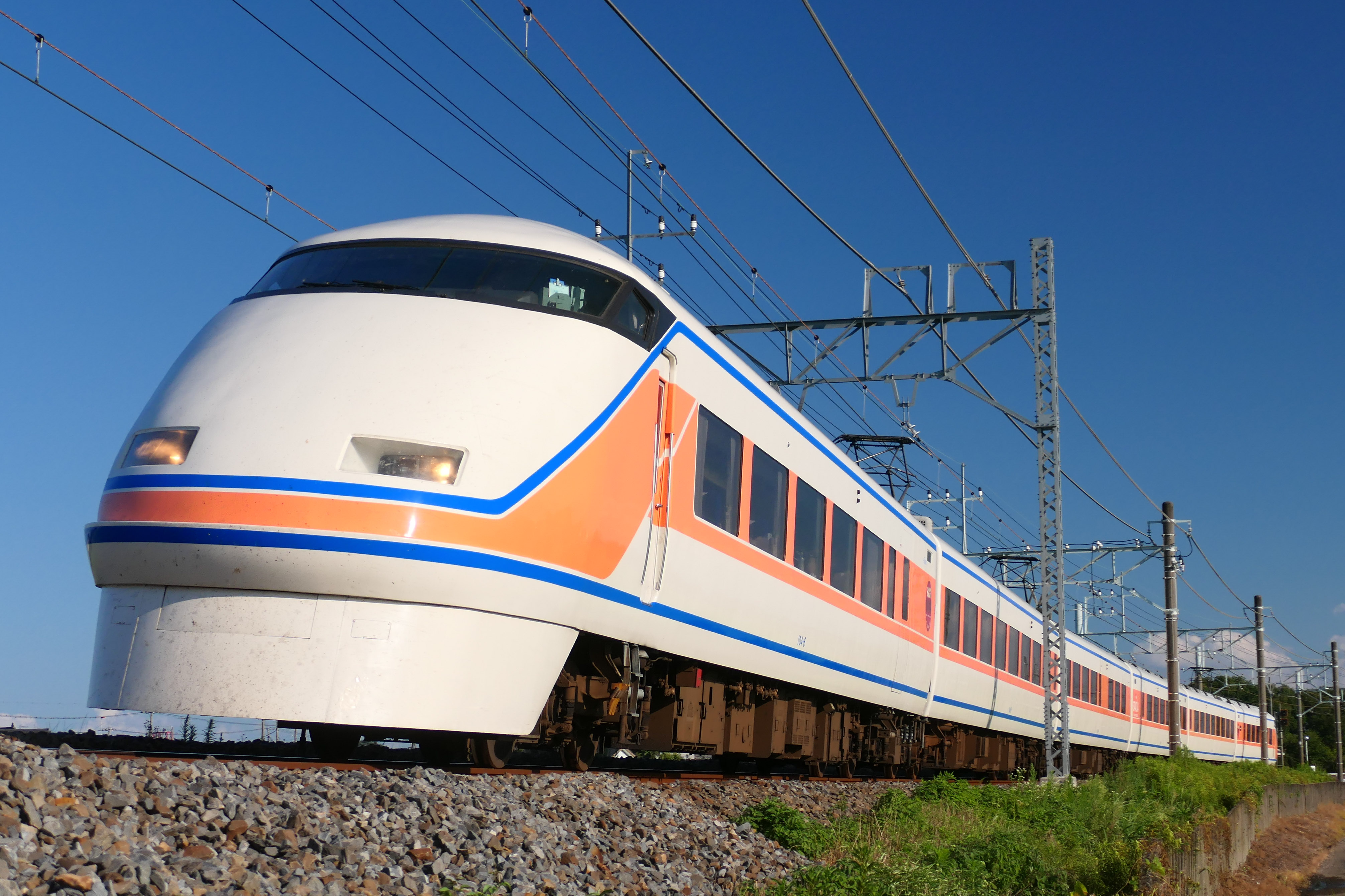
東武鉄道100系 サニーコーラルオレンジ編成
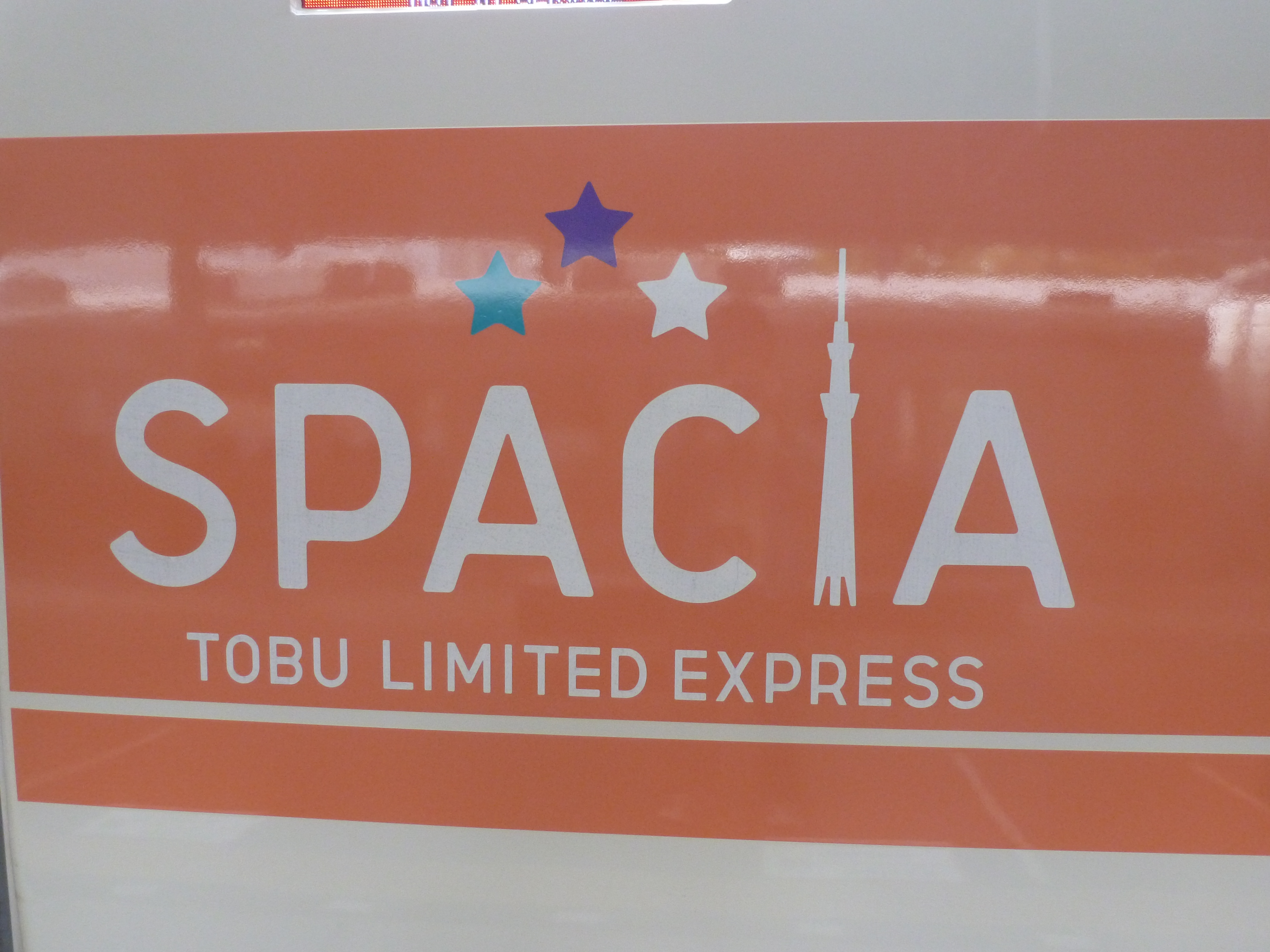
サニーコーラルオレンジ編成スペーシアロゴ

東武が2011年5月に発表した2011年度の事業計画で、本系列の客室内装のリニューアルに言及、同年12月にその詳細が発表された。
主な発表の内容は以下の通り。
- 客室内装は座席モケットの交換（座席車・個室共通）、壁紙の変更（個室・デッキ部・ビュッフェ）、カーペットの交換を実施。
- 車体塗装は、塗り分け線については従来と同一であるが、パープルルビーの細帯は2011年に採用された東武グループのロゴタイプカラーであるフューチャーブルー■とされ、サニーコーラルオレンジの太帯と側窓周囲の黒色部は東京スカイツリーのライトアップデザイン「雅」をイメージした江戸紫■としたもの、同じく「粋」をイメージした隅田川の水をモチーフとした淡いブルー■としたもの、側窓周囲も含めて日光線・鬼怒川線優等列車のイメージカラーであるサニーコーラルオレンジ■を基調とした3種3編成にすることを明らかにした[5]。
- 車体側面などに配されるロゴタイプは"I"の部分が東京スカイツリーの塔体を表し、"A"と"C"の上に配される3つの星は「浅草」「東京スカイツリータウン」「日光」を表す。星の色は自車と重複する色の所が白くなっているので特別塗装と合わせて4色の編成で色の組み合わせが全て異なる。
- ビュッフェの柱には車体塗装によって異なる柄のソラカラちゃんのポスターを掲出。

初めにリニューアルが施工された105編成「雅」は2011年12月29日から営業運転を開始した。続いて109編成「粋」が2012年2月6日に、さらに103編成「サニーコーラルオレンジ」基調が2012年3月4日にそれぞれ運行を開始した。
その後「雅」は3月30日に102編成、6月1日に107編成が運行開始され一足早く出揃った。また「粋」も4月28日に108編成、7月1日に101編成が運行開始されこちらも出揃った。最後に残った「サニーコーラルオレンジ」基調も7月26日に106編成が、オリジナルカラーのまま最後まで残存した104編成も8月27日をもってリニューアル工事施工のため運用を離脱し、施工後9月30日に運行開始され3種3編成が出揃った。

### その他
- 2014年1月に108編成の行先表示器がフルカラーLED式に更新され[10]、他の編成も順次変更を実施した。
- 2015年11月より、各号車に「TOBU FREE Wi-Fi」に対応したインターネットWi-Fi回線を設置している。

## 特別塗装・装飾
2015年に日光東照宮四百年式年大祭が行われることを記念して、103編成の外観カラー・窓枠帯・ラインカラーに日光二社一寺の建造物に使用されている荘厳な金色■、重厚な黒色■および艶やかな朱色■を配し、世界遺産である日光二社一寺の色鮮やかな代表建造物をイメージした特別塗装車「日光詣スペーシア」として2015年4月18日から運行を開始した。なお、103編成のモハ103-1、モハ103-6の左右側面には「日光詣」の文字と日光東照宮の眠り猫や三猿をデザインした「日光詣エンブレム」を掲出するほか、車内の一般席・個室席のヘッドカバーも基調色の金色に合せて同じ色調に変更している。
さらに同年7月にはJR直通対応車の106編成も「日光詣スペーシア」塗装に塗り替えられた。内外装は103編成と同一箇所の変更に加え、モハ106-6の個室内の壁クロスを金色に変更して「金の個室」にすることで、より特別感あふれる仕様としている。また、スカート側面両側に社紋シールが貼られている。
なお、104編成はサニーコーラルオレンジのままながら「日光詣」のロゴを掲出して運転されており、リニューアル時にサニーコーラルオレンジとなった3編成は全て日光詣編成に指定されている。その後、104編成は2022年に廃車となったため、これによってサニーコーラルオレンジのデザインは消滅した。
2021年（令和3年）6月以降、本形式の登場30周年を記念して、102・105・107 - 109編成の5編成が登場時の塗装に塗り替えられた。また、101編成に関しても2021年12月5日から1720系を模したカラーリングに変更されることが発表され「雅」「粋」デザインの編成は消滅した。

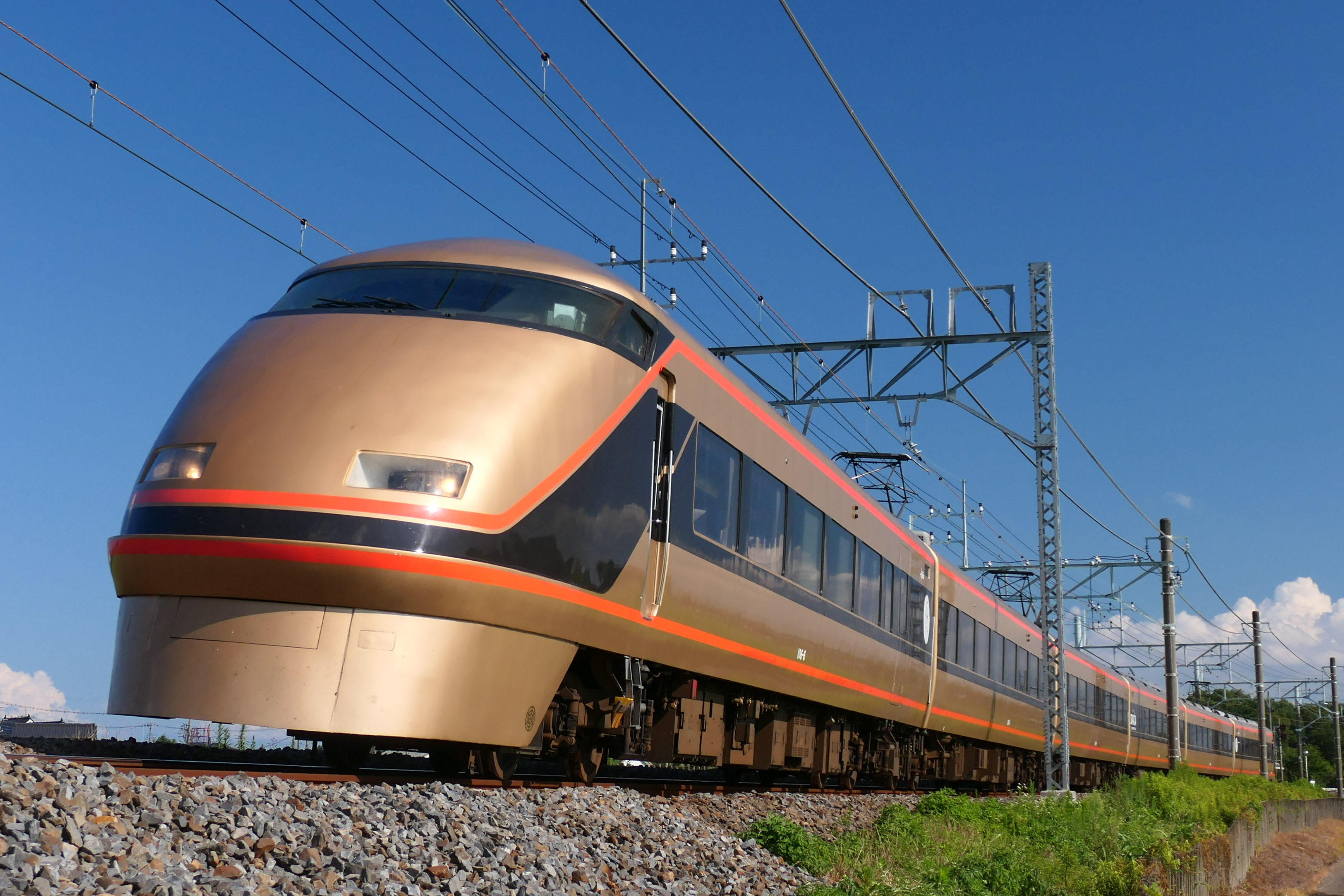
106編成「日光詣スペーシア」 （2021年6月 幸手駅 - 南栗橋駅間）
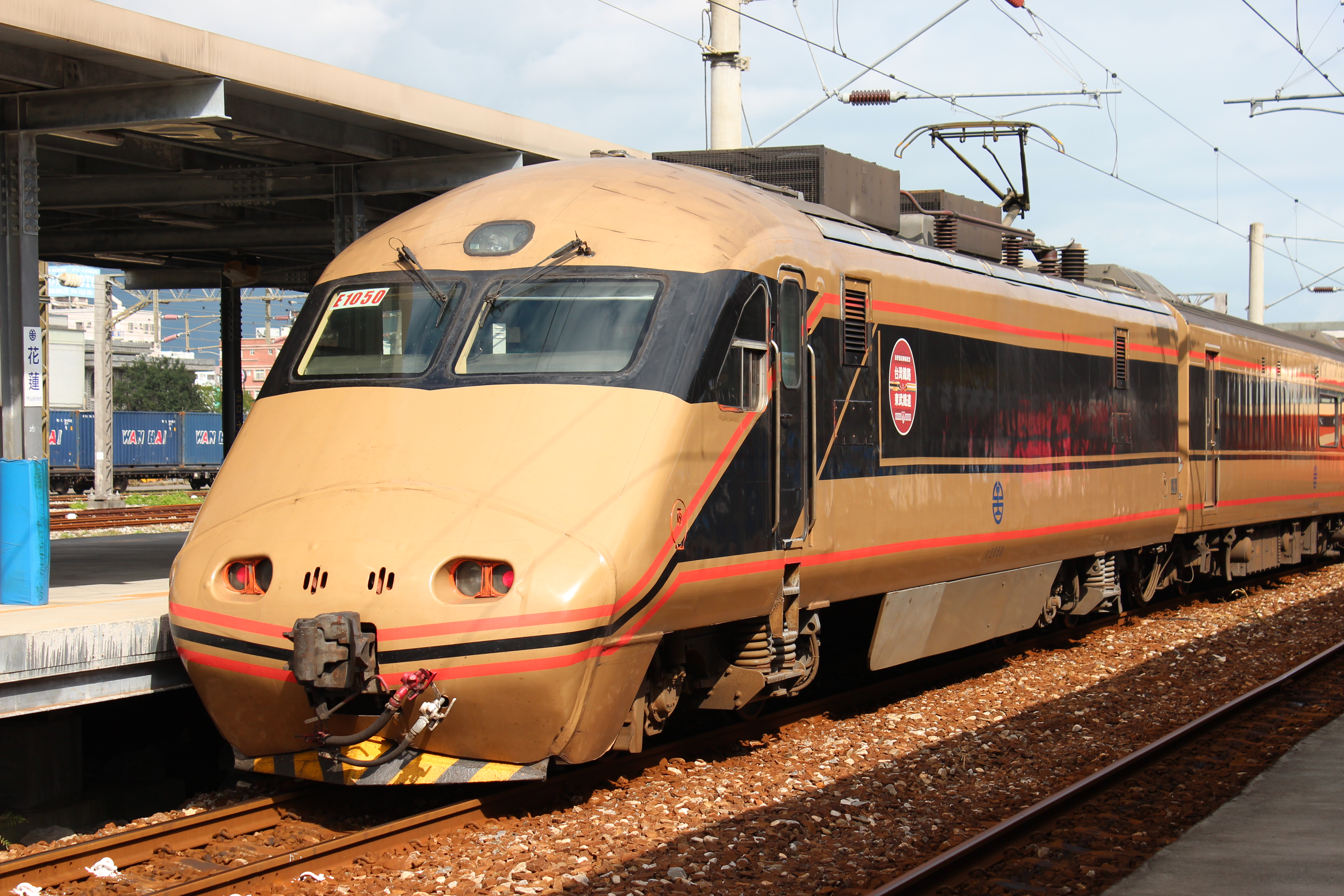
東武鉄道との姉妹提携を記念して日光詣スペーシア仕様のラッピングを施した台湾鉄路管理局のE1000型「黄金自強号」。2016年10月3日から2017年4月17日まで運行された。
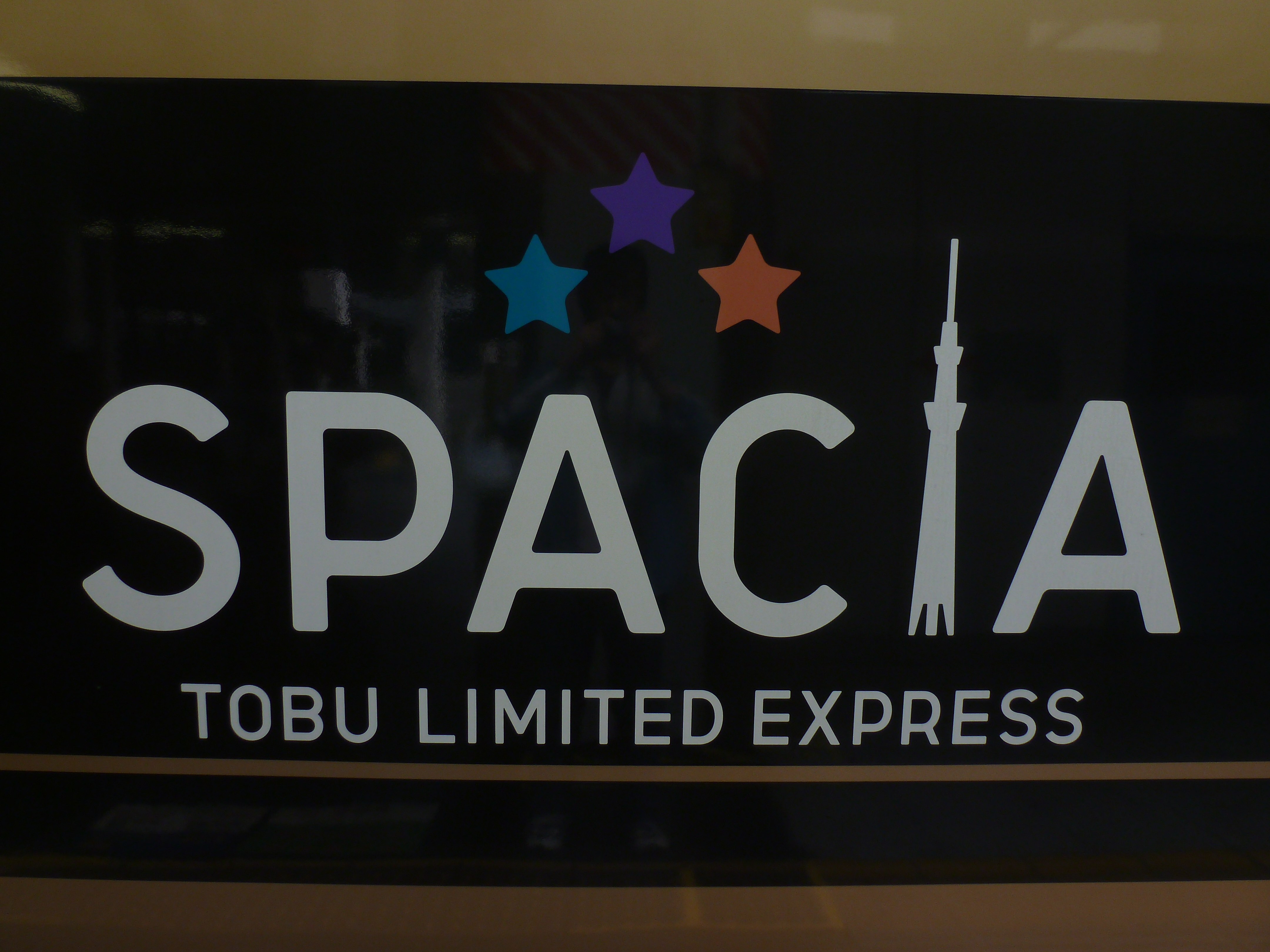
日光詣編成スペーシアロゴ
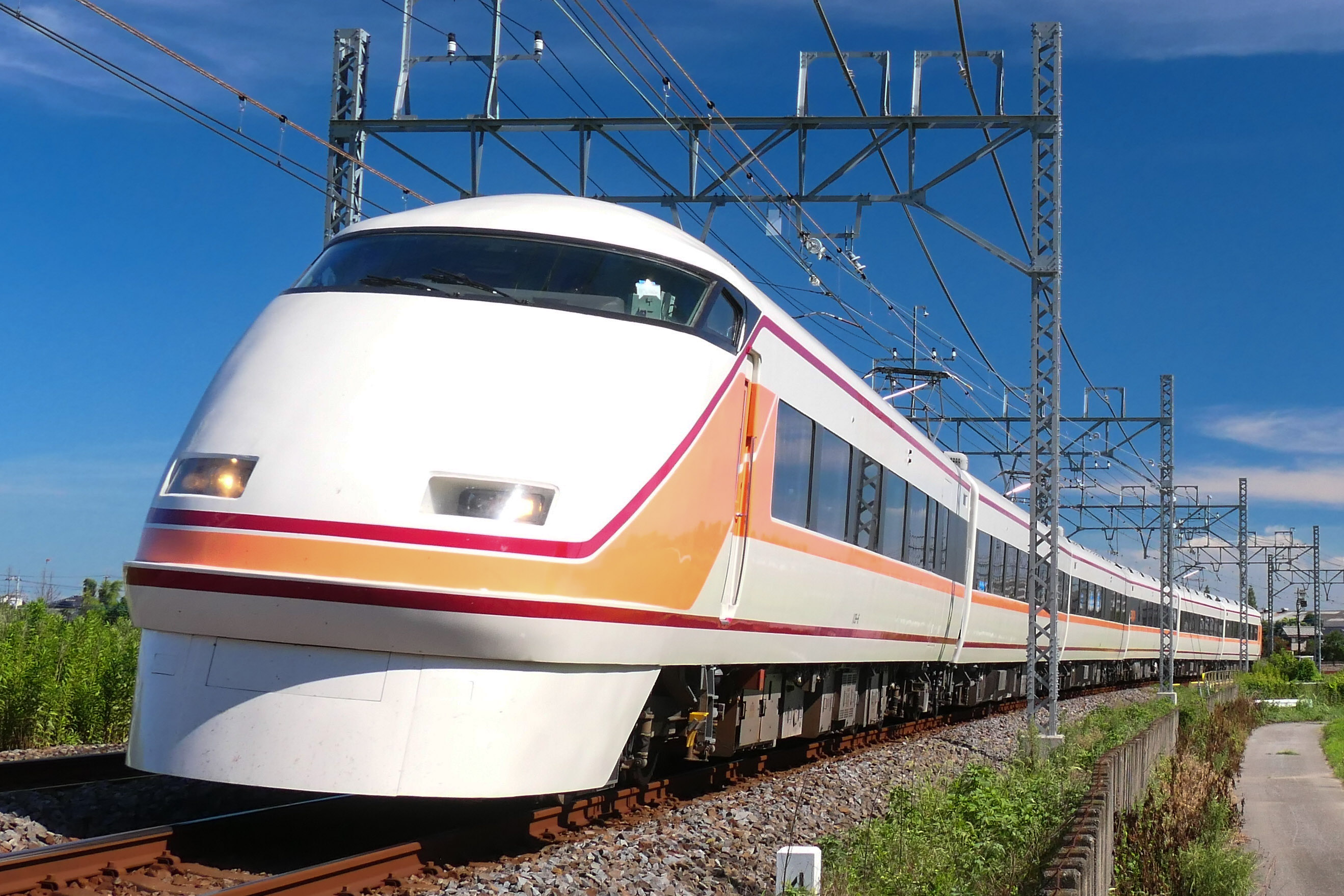
2021年に復活したリバイバルカラー編成
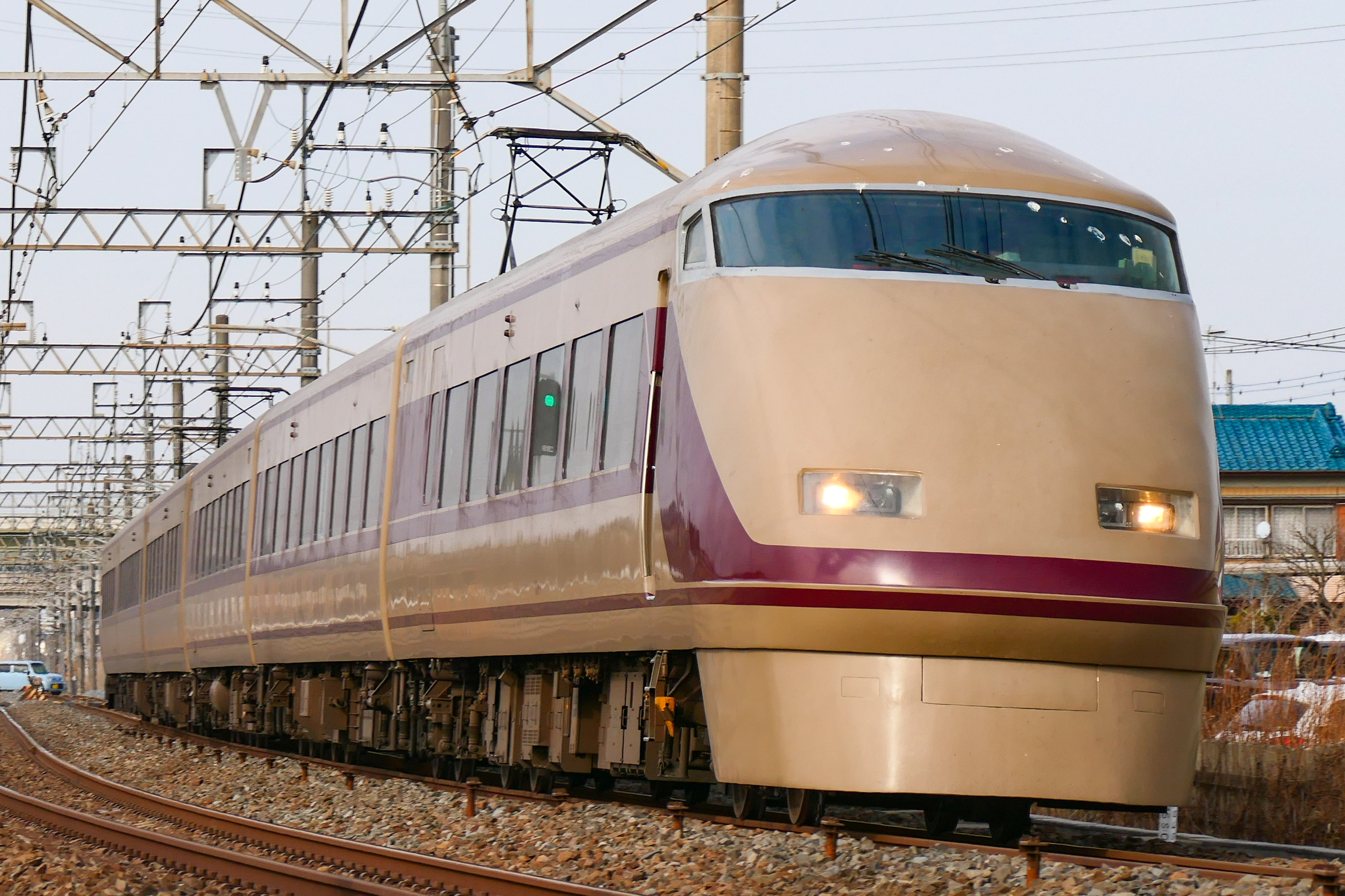
101編成「1720系デラックスロマンスカーカラー」
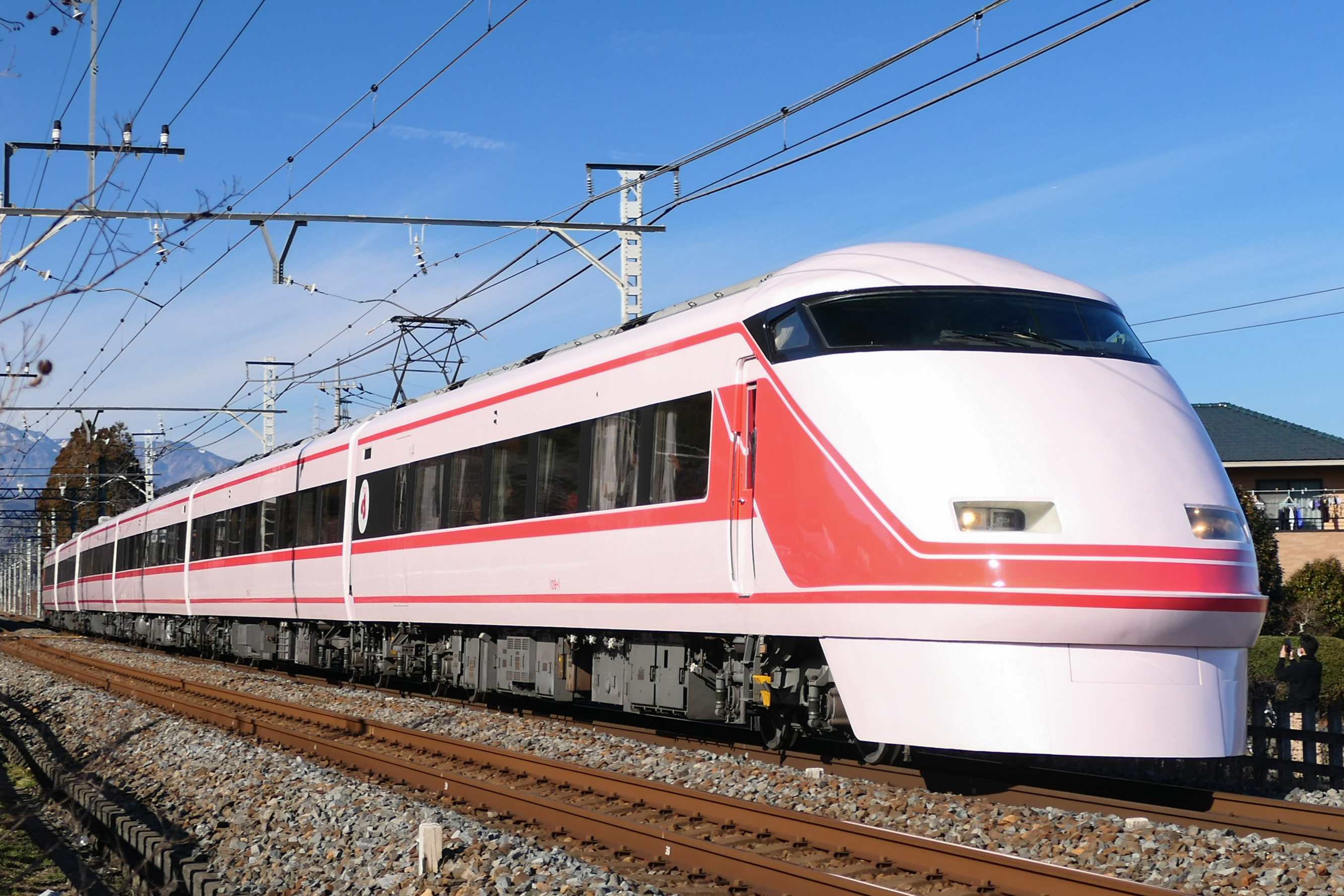
109編成「いちごスペーシア」

### その他の装飾
- 2009年9月に東武日光線開通80周年記念ステッカーが102編成先頭車前面に貼付された。
- 2010年7月17日から8月31日までの期間で、東武鉄道・西武鉄道・小田急電鉄・京成電鉄の4社合同企画である「私鉄特急スタンプラリー」のステッカーが一部編成の先頭車前面に貼付された。
- 2011年4月から9月にはJR線乗り入れ対応の106 - 108編成を除く6編成に「上を向いて がんばろう日本」のステッカーが貼付された。
- 2011年11月19日には、鬼怒川公園で開催される日光そばまつりに合わせ「日光そばまつり」のステッカーが貼付された。なお、このステッカーは、スペーシア日光43号・きぬ109号運用時のみの貼付であった。
- 2012年2月頃から、リニューアル工事の完了した編成には東京スカイツリー開業までの日数を示したカウントダウン式のステッカーが貼られ、開業後はグランドオープンのステッカーに交換された。
- 2012年11月から2013年1月まで浅草駅に開業の駅ナカ「浅草エキミセ開業」のステッカーが貼付された。

## 運用
東武日光線・鬼怒川線系統の特急「きぬ」「けごん」、伊勢崎線系統の特急「スカイツリーライナー」の一部に使用される。なお「きぬ」「けごん」をまとめて案内する際は、当形式自体の愛称である「スペーシア」が列車愛称の意で使われることもある。
また、日光線栗橋駅から東日本旅客鉄道（JR東日本）に乗り入れ新宿駅 - 東武日光駅・鬼怒川温泉駅を結ぶ直通特急「スペーシア日光・きぬがわ」にも使用される。
2022年3月12日ダイヤ改正以降、鬼怒川線における100系の運用は鬼怒川温泉駅が北限となっているが、過去には鬼怒川公園駅・新藤原駅発着の「きぬ」にも充当された。
このほか2022年3月12日のダイヤ改正までは、朝に2本設定されていた東武日光駅発下今市駅行の「特急連絡」にも充当されていた。
2023年3月18日のダイヤ改正で「スペーシアきぬがわ」の定期運行が終了し「スペーシア日光」として定期運行する形となった。
臨時列車
2017年6月24日、大宮 - 那須塩原間で「スペーシア那須野号」として、100系106編成による臨時列車が運行された。JR線内のみで完結する区間を運行したのは初めて。同列車は、2019年6月30日にも同区間で107編成により運行された。
2017年10月には夜行列車「日光夜行」にも投入された。
2019年のゴールデンウィーク中には、東武日光 - 八王子間で「スペーシア八王子日光号」が運行された。この列車では武蔵野貨物線、武蔵野線、中央本線を走行している。以後、多客期・行楽期に随時運行している。
2025年9月6日・7日、上野 - 東武日光間で「スペーシア上野日光号」が運行予定。東武100系の上野口入線はこれが初めて。

## 今後の予定
2017年4月28日に発表された「東武グループ中期経営計画2017〜2020」には、施策として「500系「リバティ」の増備、フラッグシップ特急車両の導入」と記されており、2021年11月11日には本系列の後継車となるN100系「スペーシアX」4編成を2023年から導入すると発表。「リバティ」は2017年4月21日に浅草駅 - 東武日光駅・会津田島駅間で、「スペーシアX」は2023年7月15日に浅草駅 - 東武日光駅・鬼怒川温泉駅間でそれぞれ運用を開始した。
これに伴い、デビューから約32年間にわたって全9編成が運用されてきた本形式も後継車両への置き換えが始まり、2022年3月の104Fを皮切りに105F（2023年2月）、101F（2024年11月）と廃車が発生した。
2024年末現在、デビュー当時のリバイバル塗装3編成（102F・107F・108F）、「日光詣」仕様2編成（103F・106F）、「いちごスペーシア」仕様1編成（109F）の計6編成36両が在籍しており、2011年の塗装変更で登場した「雅」「粋」「サニーコーラルオレンジ」の3色はいずれも消滅している。

## 編成表
凡例
VVVF：制御装置、APU：補助電源装置、CP：空気圧縮機、PT：集電装置
|          | ← 浅草・新宿東武日光・鬼怒川温泉 → |                  |                  |                  |                  |                   |
| 号車     | 6                                  | 5                | 4                | 3                | 2                | 1                 |
| 形式     | モハ100-1形 (Mc1)                  | モハ100-2形 (M1) | モハ100-3形 (M2) | モハ100-4形 (M3) | モハ100-5形 (M4) | モハ100-6形 (Mc2) |
| 搭載機器 | APU                                | VVVF・PT         | APU・CP          | VVVF・PT         | VVVF・PT         | APU               |
| 自重     | 35.5 t                             | 37.5 t           | 36.5 t           | 36.5 t           | 37.5 t           | 36.0 t            |
| 定員     | 24                                 | 64               | 56               | 36               | 64               | 44                |
| 車両番号 | 101-1 ： 109-1                     | 101-2 ： 109-2   | 101-3 ： 109-3   | 101-4 ： 109-4   | 101-5 ： 109-5   | 101-6 ： 109-6    |

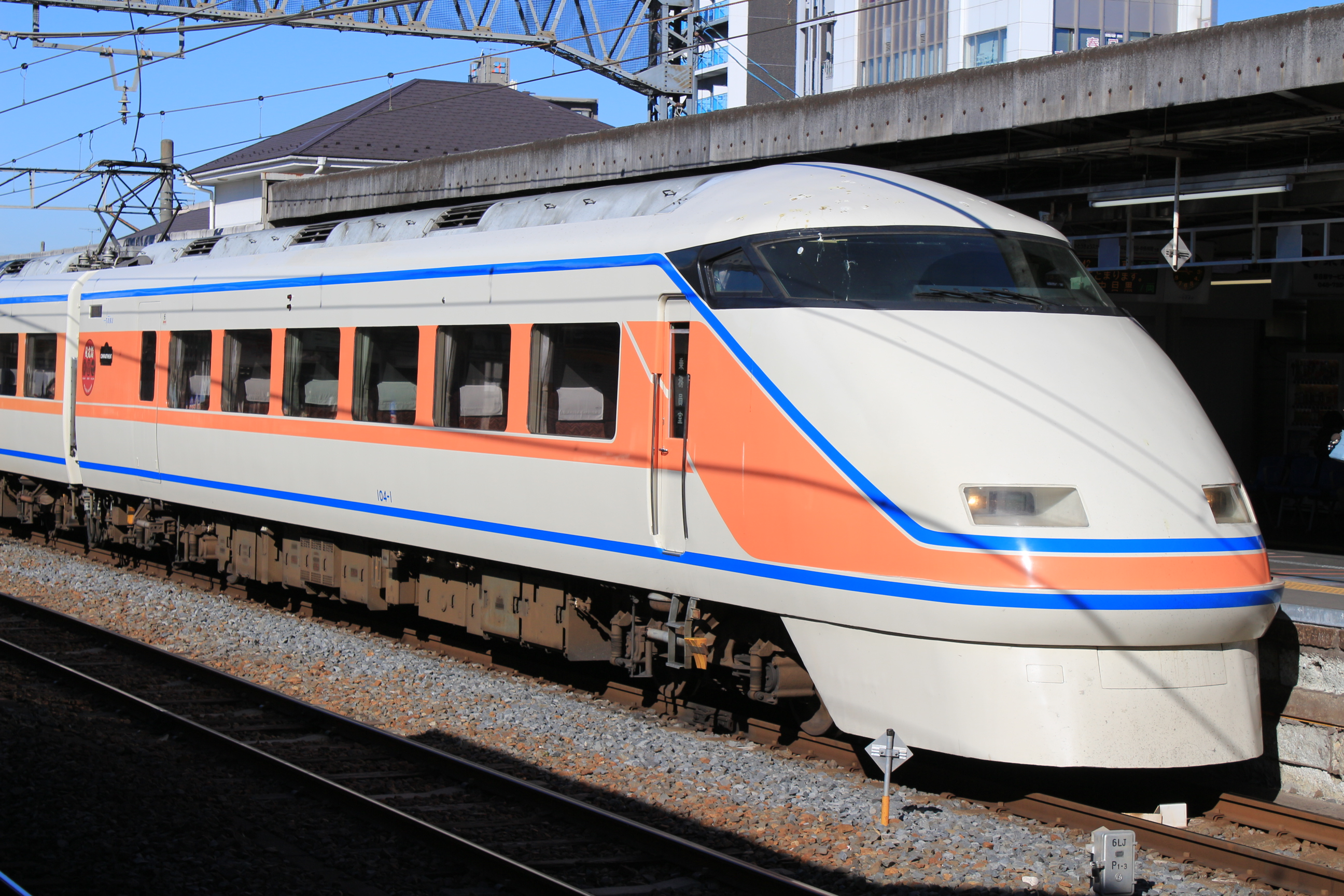
モハ100-1形
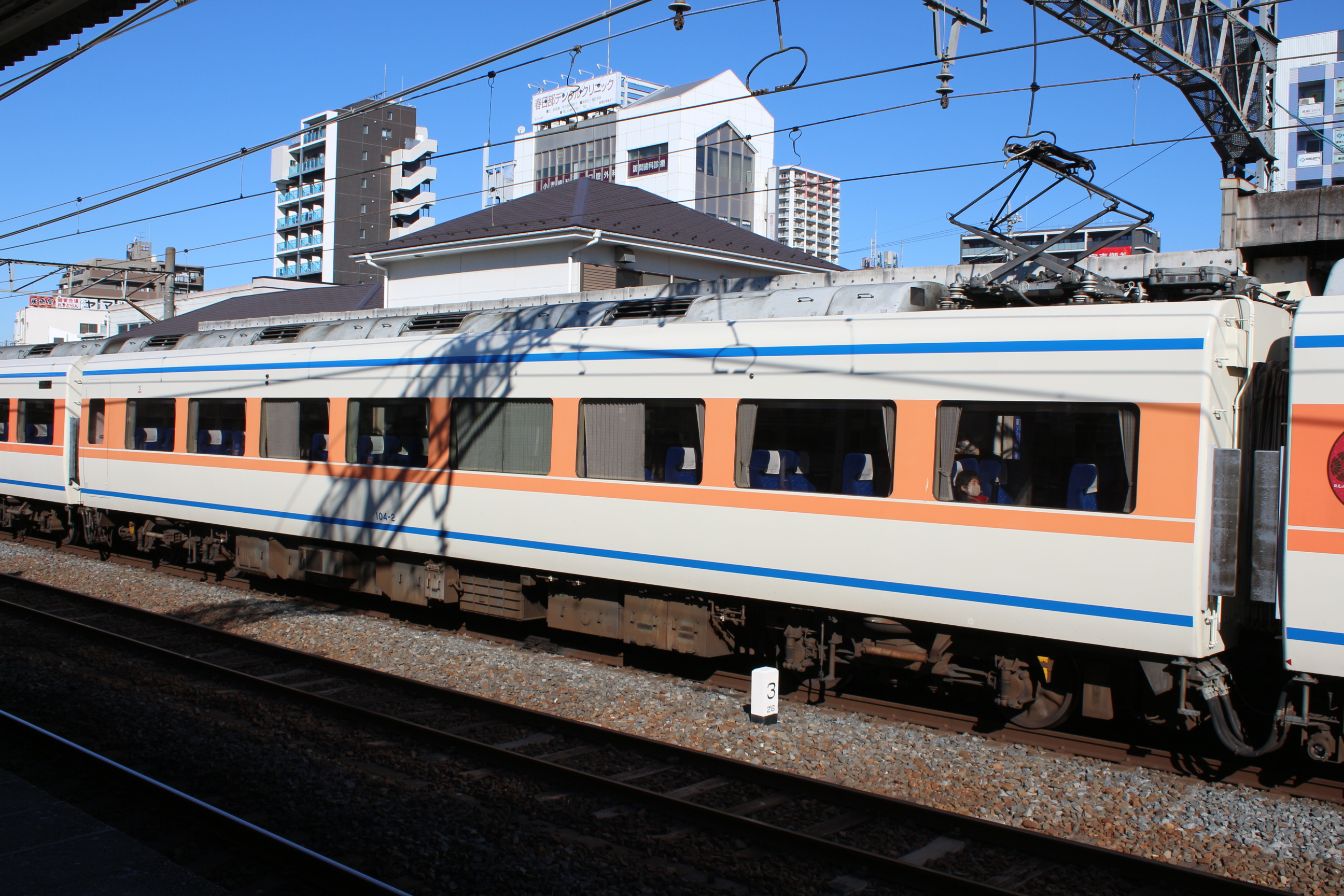
モハ100-2形
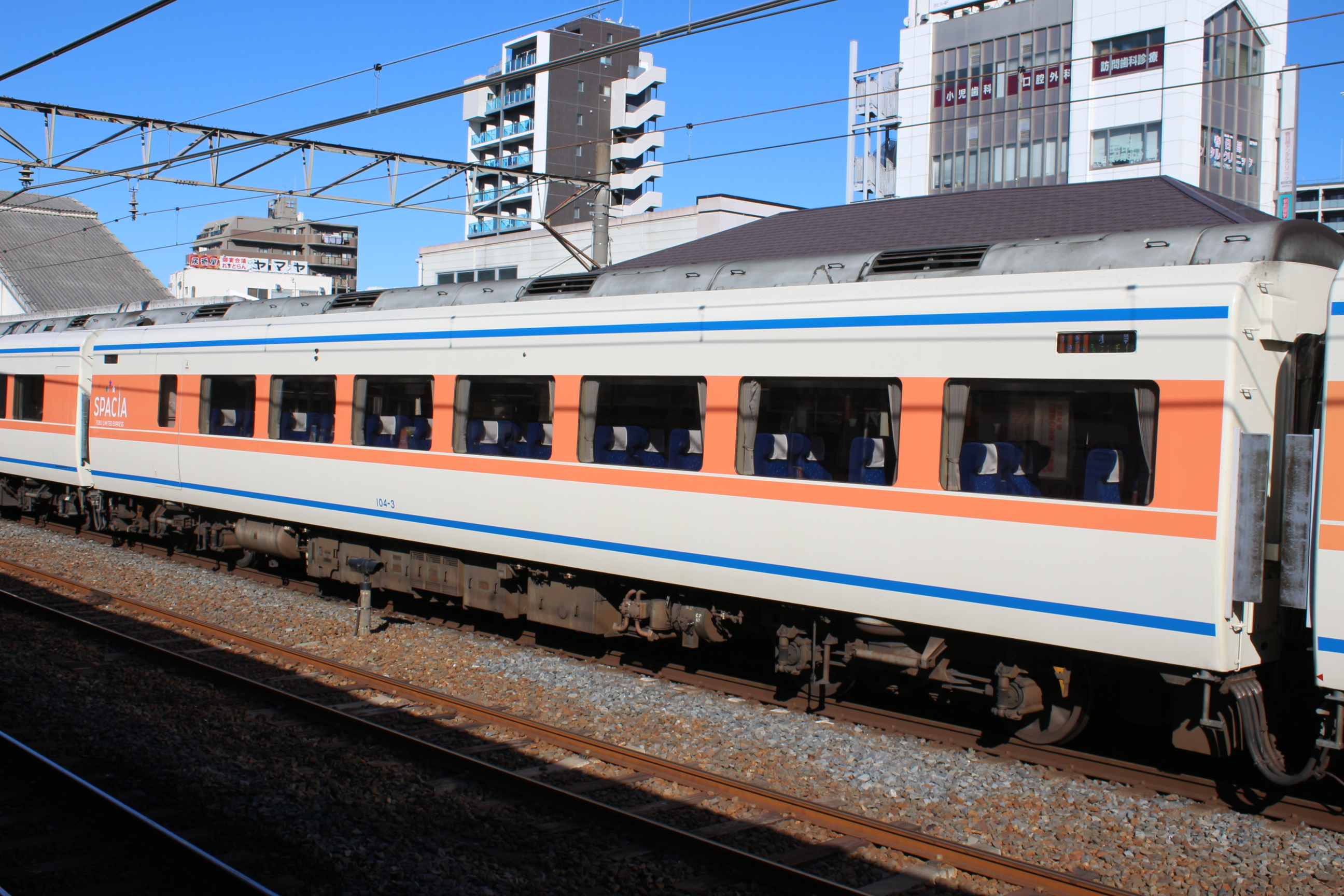
モハ100-3形
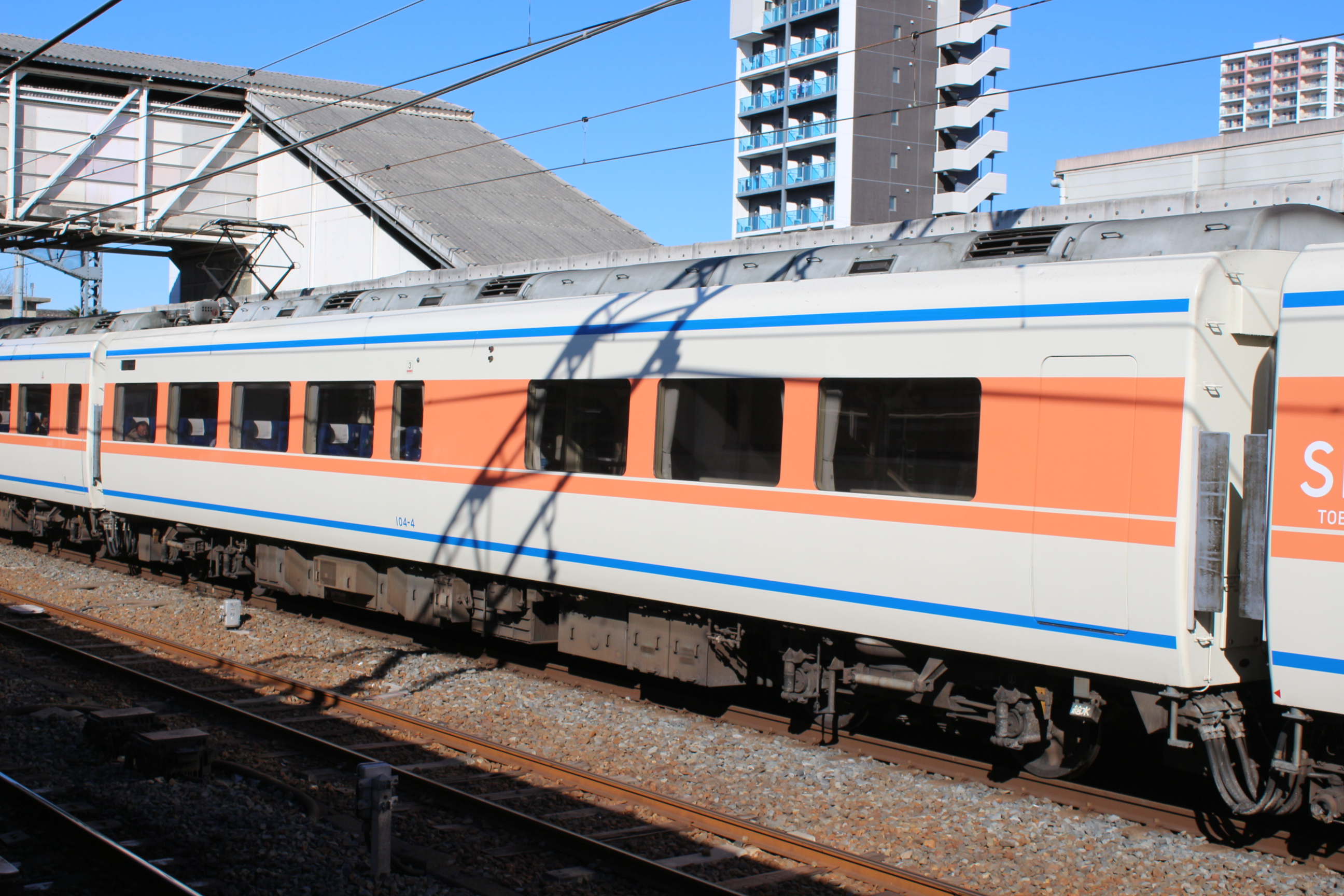
モハ100-4形
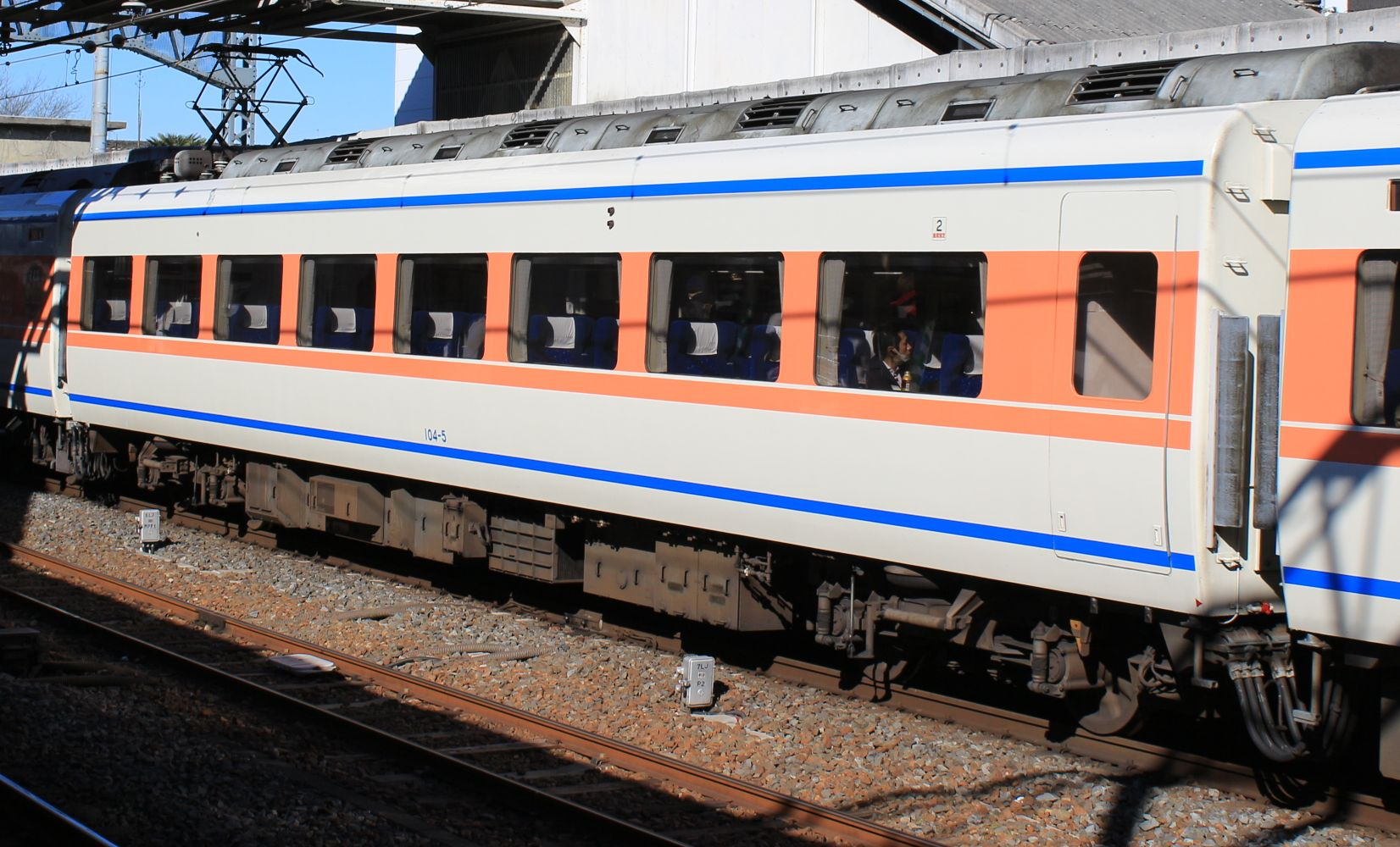
モハ100-5形
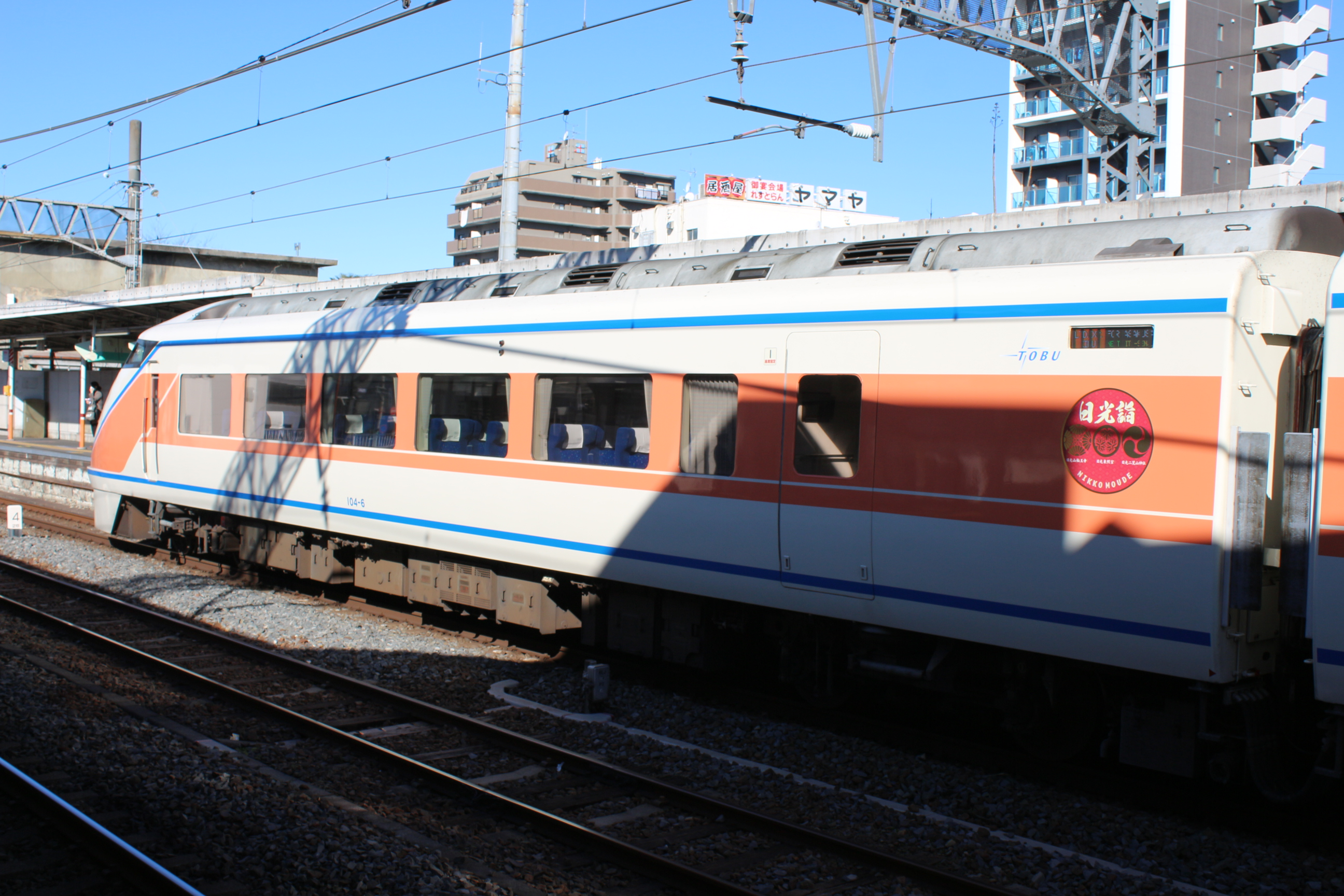
モハ100-6形